# Église Saint-Wandrille de Rivecourt
L'église Saint-Wandrille est une église catholique paroissiale située à Rivecourt, dans l'Oise, en France. Elle a été fondée par l'abbaye Saint-Wandrille de Fontenelle à l'époque mérovingienne, en 693. Primitivement, la paroisse de Rivecourt s'étend sur les villages voisins de Longueil-Sainte-Marie et Chevrières. Jusqu'à la fin du XVIe siècle, l'abbaye entretient un prieuré près de l'église. Il devient un simple bénéfice en 1596. La construction de l'église actuelle aurait débuté en 1513, et sa grande homogénéité stylistique permet de déduire que le chantier progresse assez rapidement, avec un achèvement vers 1530. L'ensemble de l'édifice est de style gothique flamboyant, et malgré ses petites dimensions et sa hauteur modeste, son architecture est de bon niveau. Le portail occidental est l'un des plus richement décorés de la région, et l'espace intérieur bénéficie de piliers ondulés et d'une modénature aboutie, hormis dans le bas-côté. Cependant, la mise en œuvre n'est pas toujours soignée. Sur le portail, l'emploi d'une pierre trop tendre s'est soldé par une perte d'une partie importante du décor sculpté, et les voûtes du transept sont très irréguliers. Dans son ensemble, l'église Saint-Wandrille demeure pour autant un témoin précieux de la reconstruction flamboyante après la guerre de Cent Ans en milieu rural, et les restaurations modernes se limitent à une réfection partielle du décor du portail. L'église a été inscrite aux monuments historiques par arrêté du 18 décembre 1945, y compris le cimetière attenant. Elle est aujourd'hui affiliée à la paroisse des Seize bienheureuses Carmélites de Compiègne.

## Localisation

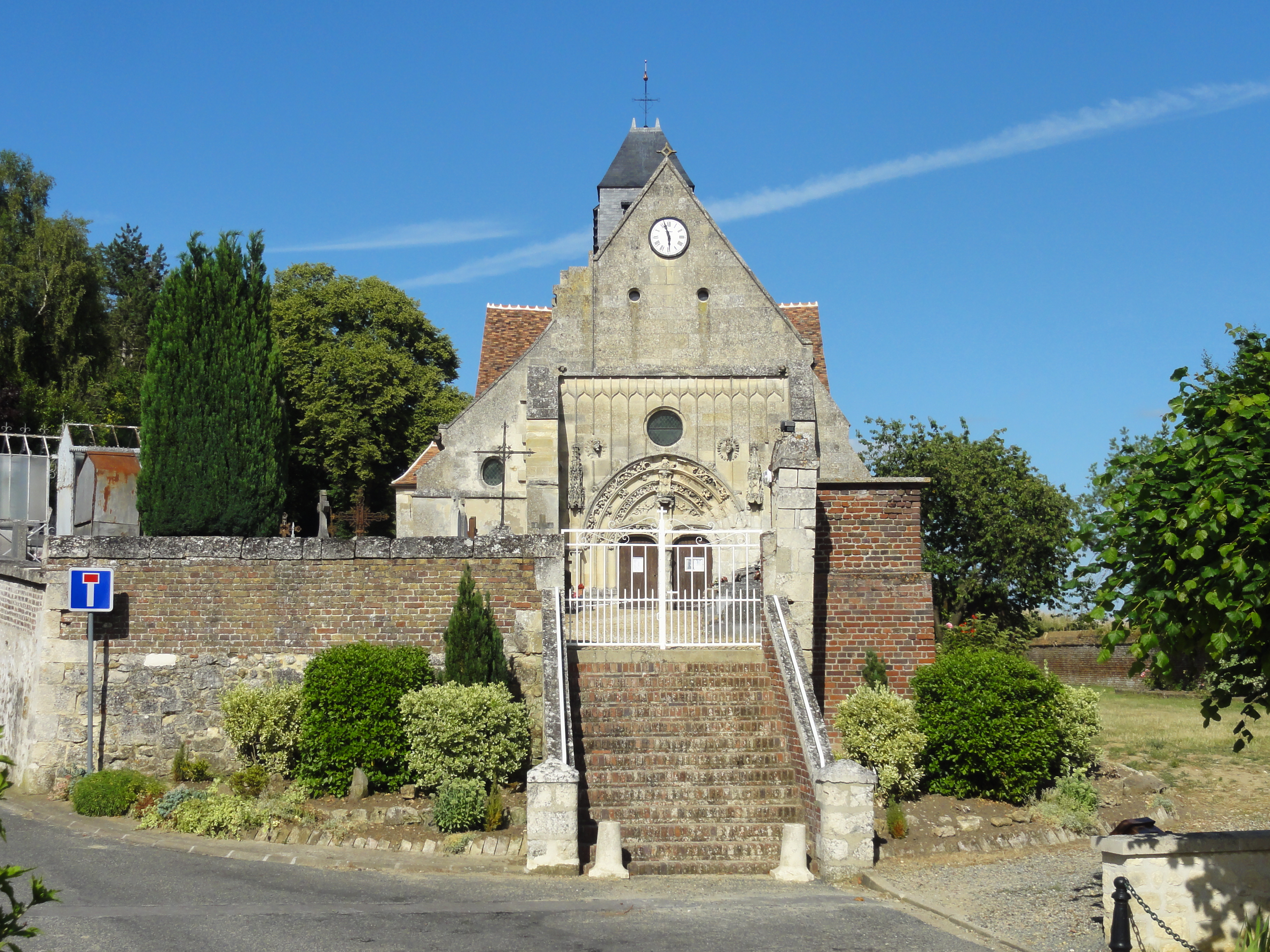
Approche depuis l'ouest.

L'église Saint-Wandrille est située en France, en région Hauts-de-France et dans le département de l'Oise, au sud-ouest de Compiègne, dans la moyenne vallée de l'Oise, non loin de sa rive droite, sur la commune de Rivecourt, à la limite sud-est du village, rue de la Mairie / cavée du Moulin. La petite place devant l'église s'inscrit dans la fourchette comprise entre ces deux rues. L'on y trouve le monument aux morts de la commune. Pour accéder à l'église, il faut gravir un escalier de treize marches et pénétrer dans le cimetière, clos par un mur, qui entoure l'église. L'on se trouve ensuite face au portail occidental. L'élévation septentrionale et le chevet donnent également sur le cimetière, tandis que l'élévation méridionale, qui possède un haut soubassement, donne sur un terrain contigu situé plus bas, et restant actuellement sans affectation. L'on peut ainsi faire le tour de l'église, mais l'étroitesse du terrain au sud ne permet pas de la contempler en prenant du recul.

## Histoire
Dès 693, soit cinq ans après sa mort, une église et un prieuré dédiés à saint Wandrille sont fondés à Rivecourt par le roi en l'honneur de ce saint de sang royal, fraîchement canonisé. En raison d'incursions de Normands, les reliques habituellement conservés à l'abbaye Saint-Wandrille de Fontenelle sont transférés à Rivecourt à plusieurs reprises, entre 862 et 944, afin d'y être mises à l'abri. Rivecourt est en effet une possession de la puissante abbaye normande. Or, vers 944, la terre de Rivecourt est usurpée par un puissant seigneur nommé Thierry. Lors de l'arrivée du cortège de translation des reliques, l'abbé Girard lui envoie son procureur pour lui demander la restitution de la terre, mais il est accueilli par des coups. La nuit suivante, Thierry est tourmenté par des apparitions et des songes affreux, et meurt subitement le lendemain matin. Girard obtient alors de Richard, duc de Normandie, la restitution des biens dont son abbaye avait été spolié. Les reliques sont transportées à Gand, mais le prieuré de Rivecourt est rétabli, et peuplé de quelques moines qui avaient accompagné le cortège. L'église est reconstruite pour la première fois, sa paroisse s'étend alors sur les villages de Chevrières, Le Fayel et Rucourt, aujourd'hui hameau de Longueil-Sainte-Marie. Endommagée pendant la guerre de Cent Ans, la seconde église reste toutefois en place jusqu'au début du XVIe siècle.
Pour la remplacer, l'église actuelle est construite en 1513 dans le style gothique flamboyant, sur les fondations le l'église précédente. D'après Eugène Müller, le luxe fascinant de l'ornementation de sa façade et l'habileté de la stéréotomie dissimulent un travail exécuté à la hâte, problématique pour l'inscription du bâtiment dans la durée. L'intérieur était intégralement couvert de fresques, qui sont déjà réduits à quelques traces dès le milieu du XIXe siècle. Lorsque l'église est achevée, des conflits surgissent entre les habitants et les religieux. Ceux-ci avaient empiété sur les terres communales, et privé les habitants d'un chemin ou passage très commode pour eux. Ils engagent un procès en justice contre le prieuré, et le gagnent. Afin de consacrer leur droit pour l'avenir, ils inscrivent en lettres gothiques majuscules les mots suivants à côté de la porte du passage : « Porta patens esto : nulli claudaris ». Le prieuré devient un simple bénéfice en 1596. — Concernant les hiérarchies ecclésiastiques de l'Ancien Régime, Rivecourt relève du doyenné de Pont-Sainte-Maxence, de l'archidiaconé de Breteuil et du diocèse de Beauvais. Le collateur de la cure est le prieur. Toute la dîme appartient au prieuré. La cure est donc à portion congrue. L'église est inscrite aux monuments historiques par arrêté du 18 décembre 1956, y compris le cimetière attenant. Aucun élément du mobilier n'est à ce jour classé ou inscrit monument historique au titre objet. Rivecourt est aujourd'hui affilié à la paroisse des Seize bienheureuses Carmélites de Compiègne-sud, et des messes dominicales y sont célébrées le troisième dimanche du mois à 9 h 30, sauf en juillet et août.

## Description

### Aperçu général

Plan de l'église.

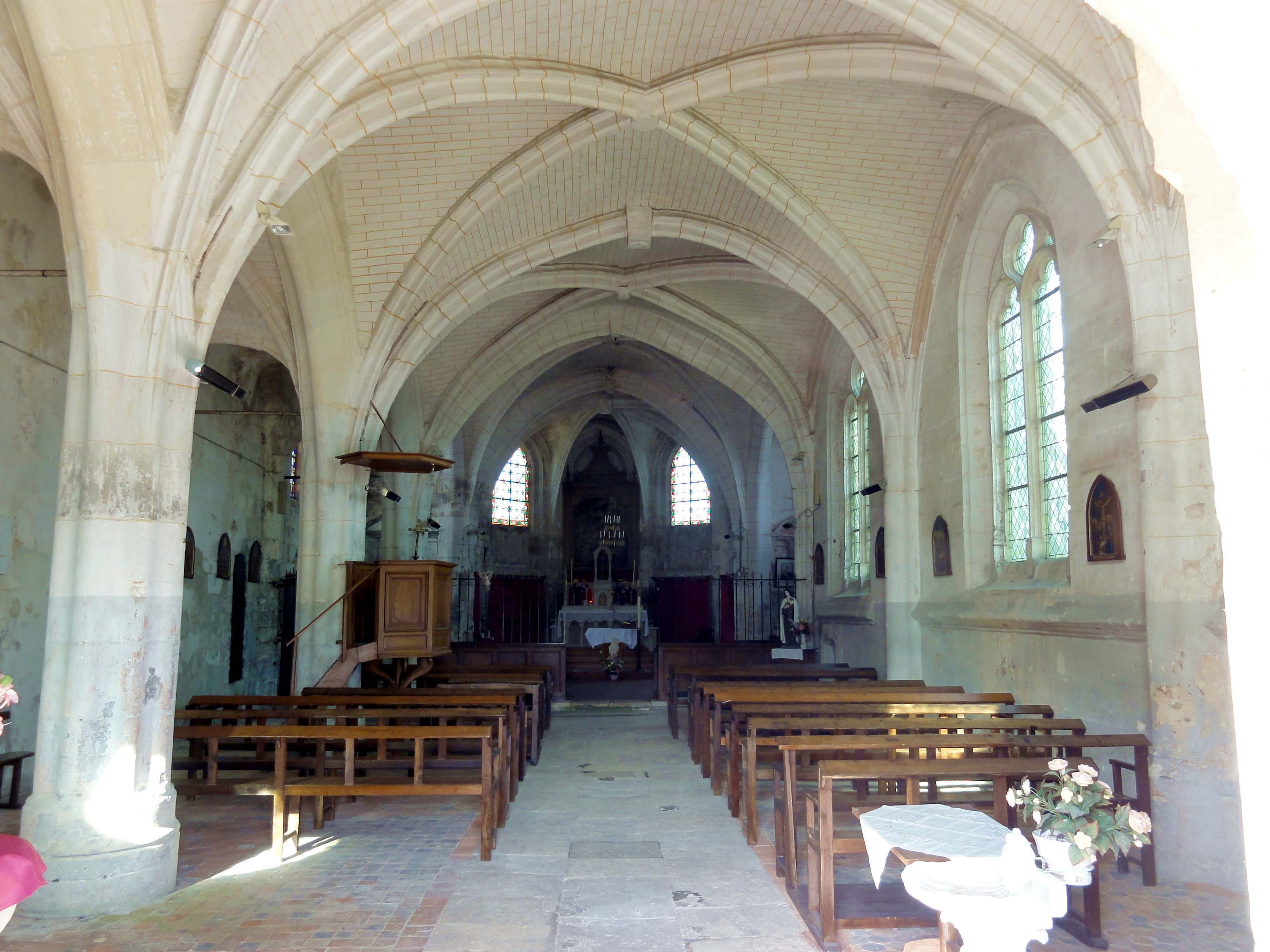
Nef, vue vers l'est.

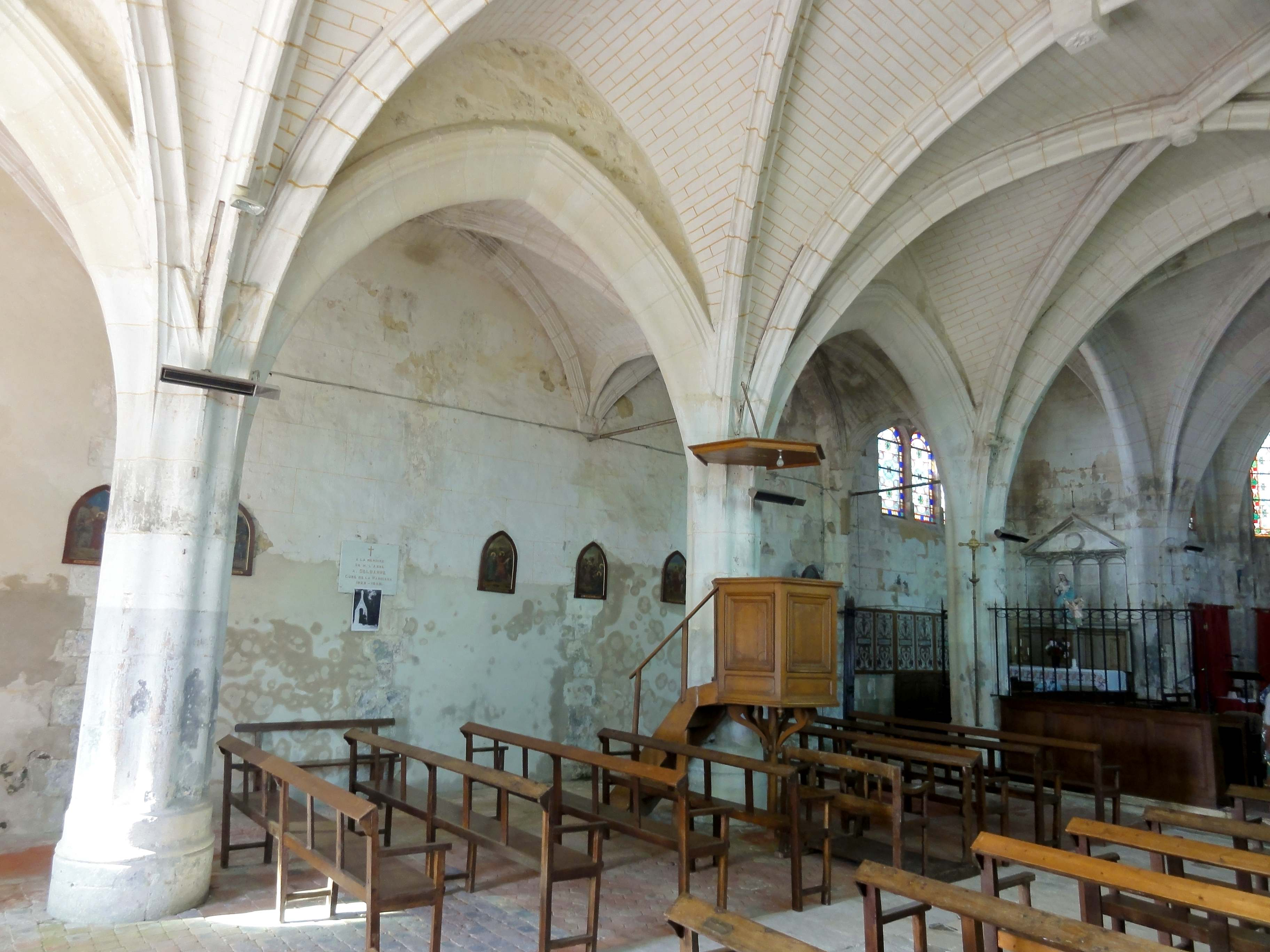
Grandes arcades.

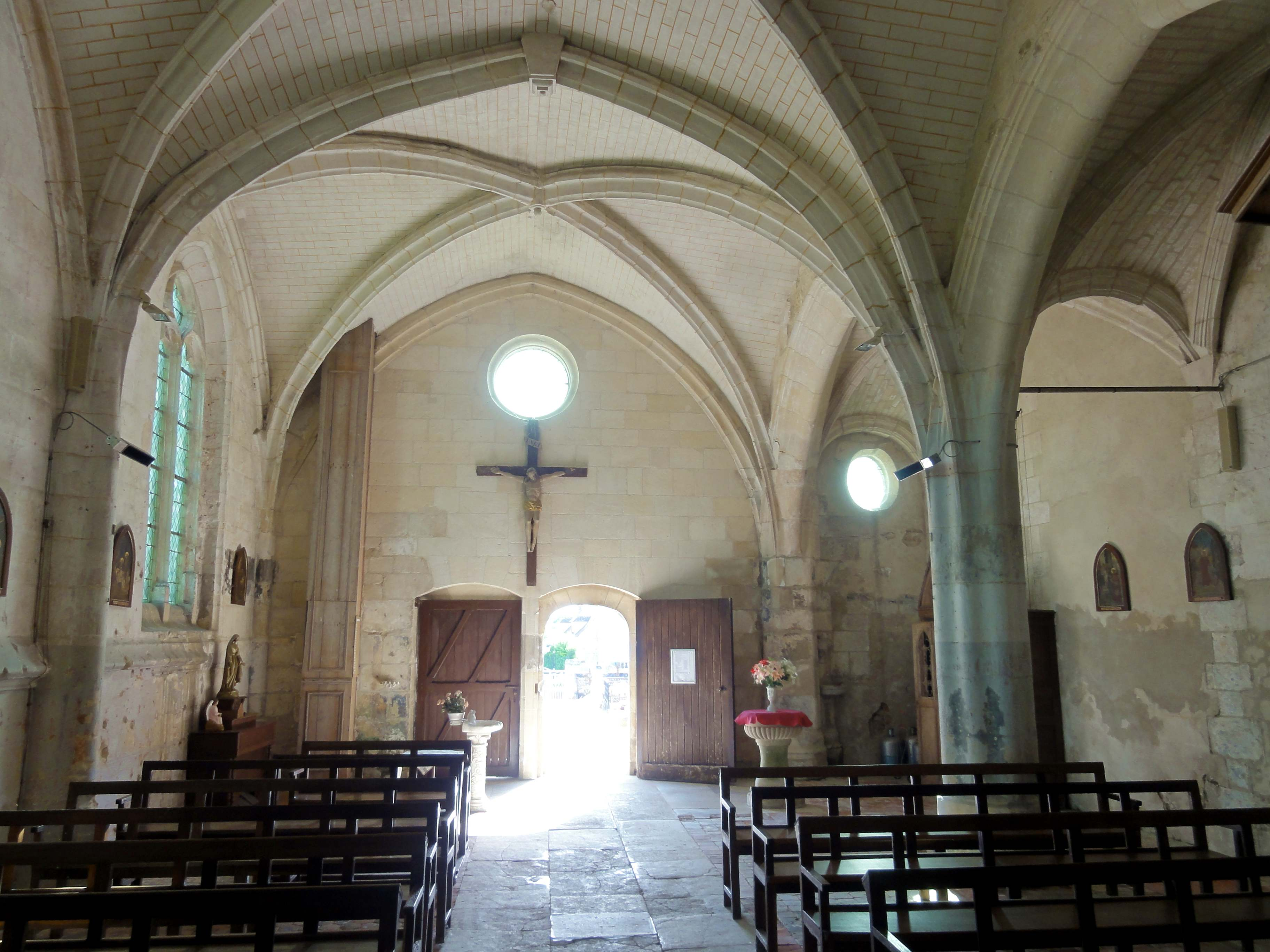
Nef, vue vers l'ouest.

Orientée un peu irrégulièrement, avec une légère déviation de l'axe vers le nord-est du côté du chevet, l'église suit un plan cruciforme devenu irrégulier par l'adjonction d'un unique bas-côté, au nord. Elle se compose d'une nef de trois travées accompagné d'un bas-côté au nord ; d'un transept dont la croisée supporte le petit clocher en charpente ; et d'une abside à pans coupés. L'ensemble de l'église est voûté d'ogives. L'on y accède par l'une des deux portes du portail occidental de la nef. Celle-ci, les croisillons et l'abside sont recouverts de toitures à deux rampants, avec des pignons en façade, au nord et au sud. Le bas-côté est muni d'un toit en appentis prenant appui contre le mur gouttereau nord de la nef, qu'il dissimule entièrement.

### Intérieur

#### Nef et bas-côté
Le vaisseau central est de proportions trapues : la hauteur sous le sommet des voûtes ne dépasse pas la largeur entre les piliers, et afin de ne pas rapprocher encore davantage les retombées des nervures du sol, le maître d'œuvre a donné aux arc-doubleaux un tracé en arc brisé surbaissé. De la sorte, la hauteur des piliers atteint au moins la moitié de la hauteur du vaisseau. Dans les églises voûtées d'ogives médiévales, les piliers atteignent généralement au moins une hauteur équivalente à la largeur du vaisseau. Ces proportions trapues sont néanmoins fréquentes dans la reconstruction après la guerre de Cent Ans, comme en témoignent les parties orientales d'Arthies, Clairoix, Fitz-James, Villaines-sous-Bois et Warluis. Elles sont avant tout le reflet de l'économie des moyens. En l'occurrence, elle n'empêche pas une architecture soignée, qui intègre tous les caractéristiques habituels du style flamboyant dans la région : nervures prismatiques pénétrant dans les supports ; piliers ondulés ; fenêtres au remplage de deux lancettes à têtes trilobées surmontées d'un soufflet entre deux étroites mouchettes, avec des meneaux moulurés munis de bases ; pourtour des fenêtres mouluré ; larmier à la limite des allèges. Ces caractéristiques ne sont pas toujours réunies dans les petites églises rurales, comme on peut le constater à Clairoix et Fitz-James. À Rivecourt, seulement les bases sont quelque peu négligées. Le renoncement à un bas-côté sud n'est ici pas une marque d'inachèvement, mais reflète un choix délibéré, le vaisseau central pouvant ainsi bénéficier d'un éclairage direct par la lumière naturelle, et l'espace disponible est utilisé plus efficacement qu'avec un vaisseau central et deux bas-côtés sur la même superficie. D'autres exemples d'églises flamboyantes à un seul bas-côté sont Armancourt, Avilly-Saint-Léonard, Courteuil et Écouen, sans tenir compte des églises à double nef, dont l'un est le plus souvent plus ancien, sauf à Fleurines. Selon toute logique, l'unique bas-côté se situe au nord (sauf à Armancourt), pouvant ainsi bénéficier de l'éclairage indirect par le vaisseau central, qui, lui, est directement exposé au soleil. Ainsi, l'on renonce à pourvoir le bas-côté de fenêtres latérales, comme déjà à la période gothique à Catenoy, Cauffry et Saint-Vaast-de-Longmont. La fonction du bas-côté se réduit ici à celle d'un couloir de dégagement, l'étroitesse ne permettant que de loger un unique banc par travée, dos contre le mur. En revanche, il est pratiquement voûté à la même hauteur que le vaisseau central, la retombée des voûtes de la nef et des grandes arcades s'effectuant au même niveau, ces dernières étant seulement moins aigües.
La clé de voûte de la première travée n'est décorée que d'une petite boule, et celle de la seconde travée a vraisemblablement été bûchée. On n'y trouve plus qu'un petit disque vierge. Dans la troisième travée, le motif est un curieux entrelacs de crossettes et de 8, dont la source d'inspiration et la signification restent à éclaircir. Les sommets des deux doubleaux intermédiaires ont été garnis de clés cubiques lors d'une restauration en 1674, date qui est sculptée sur le deuxième doubleau, au-dessus d'un cœur et de deux ailes. Sur le premier doubleau, le décor est constitué de quatre carrés superposés, les arêtes du deuxième prenant la forme d'un quart-de-rond. C'est sans doute de 1674 que date aussi la clé de voûte de la première travée. Les voûtes elles-mêmes, ou au moins les ogives, doubleaux et formerets, ainsi que les piliers, ne peuvent en principe pas dater de cette époque, quand les artisans ne maîtrisent plus de détails comme l'interpénétration des nervures aux points de rencontre au-dessus des piliers, et quand les profils employés sont généralement méplats ou arrondis. À Rivecourt, les ogives affichent un filet saillant entre deux minces cavets, qui le relient à deux larges gorges s'amortissant latéralement par des arêtes saillantes, nettement dégagées des voûtains. Les piliers ondulés à huit renflements qui supportent les grandes arcades sont eux aussi proprement flamboyants. On les trouve également à Armancourt, Saint-Étienne de Beauvais, Clermont, Chevrières, Jaux, Raray, Roberval, Venette, et Verneuil-en-Halatte. En général, le nombre des renflements est de quatre dans les églises de village, comme à Baron, Borest, Ève, Montagny-Sainte-Félicité, Saint-Sauveur et Versigny. En l'occurrence, chacun des huit renflements correspond à une nervure : il y en a quatre pour les ogives, deux pour les grandes arcades, et deux pour les doubleaux de la nef et des bas-côtés. Selon ce même principe, les piliers engagés au revers de la façade et au sud ne comptent donc que trois ondulations, les formerets ne disposant pas de fûts dédiés. Un seul fût est logé dans l'angle sud-ouest de la nef. Comme le montre bien l'exemple de Rivecourt, les piliers à huit ondulations permettent de faire continuer le profil des grandes arcades sur les piliers, possibilité qui n'est pas toujours exploitée. Les grandes arcades sont donc au profil d'un boudin entre deux gorges (ou d'une double doucine) entre des étroites moulures concaves, qui se retrouve d'une façon similaire à Armancourt, Cléry-en-Vexin, Serans, Montagny-Sainte-Félicité, Survilliers, Vauréal, Versigny, etc. — Dans le bas-côté, les principes architecturaux appliqués à la nef ne trouvent pas d'application : il n'y a pas de formerets, ni de supports au droit du mur gouttereau, ni de clés de voûte sculptées ; et les doubleaux sont en plein cintre ou devenus irréguliers. Le profil des ogives est par ailleurs différent, et se compose toujours d'un filet au milieu, flanqué ici de deux cavets délimités par une arête moyennement saillante.

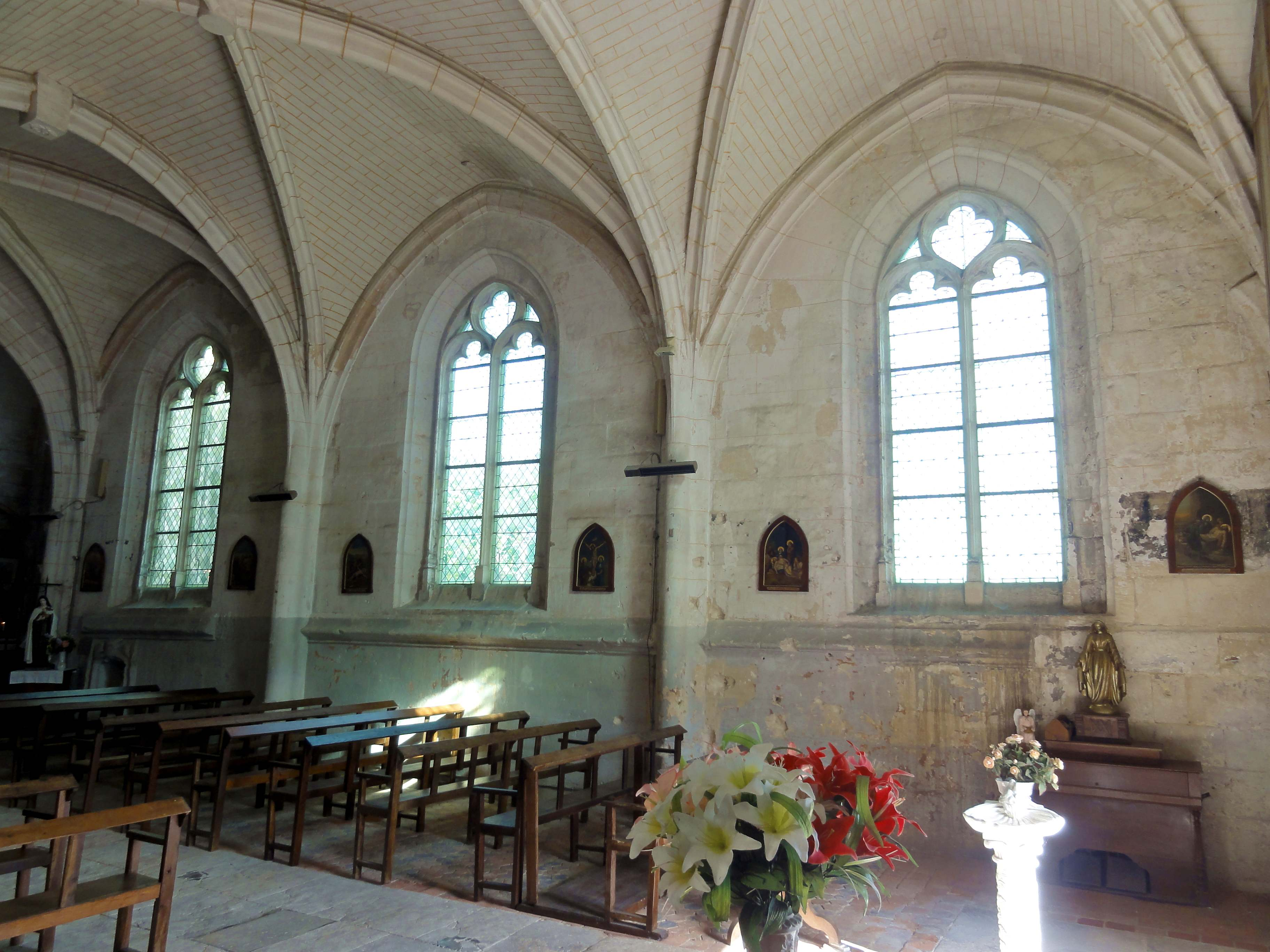
Nef, élévation sud.
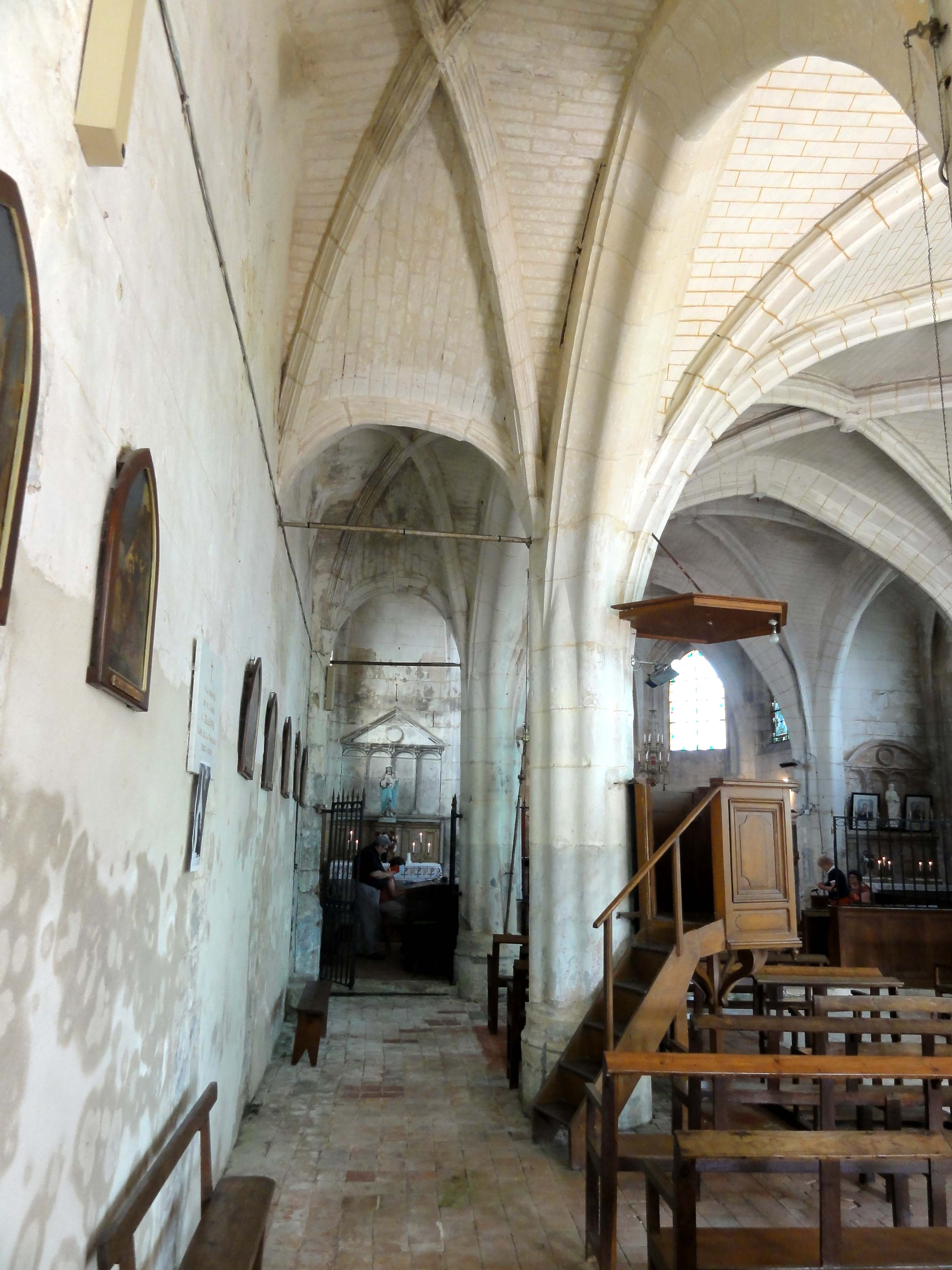
Bas-côté, vue vers l'est.
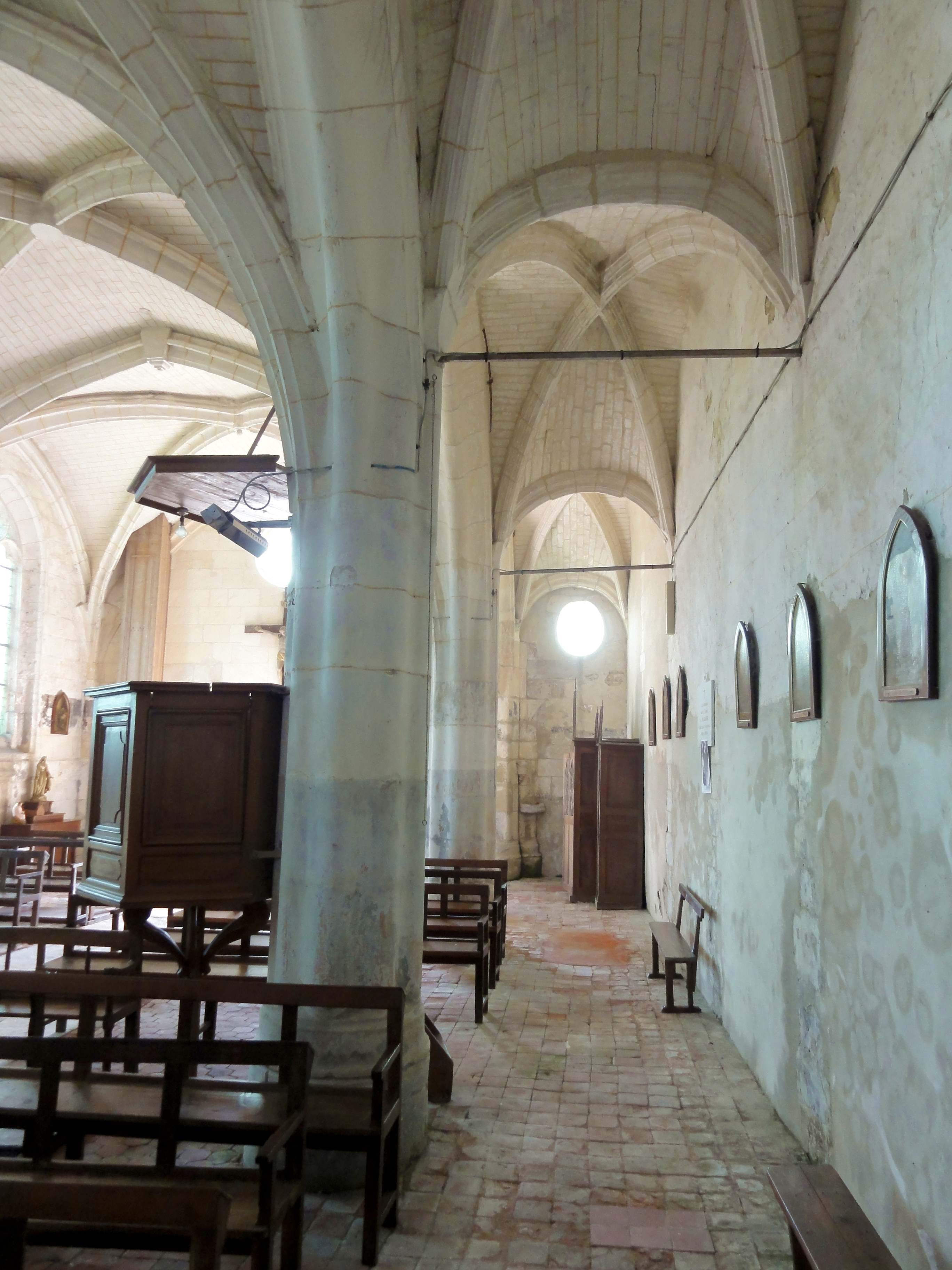
Bas-côté, vue vers l'est.
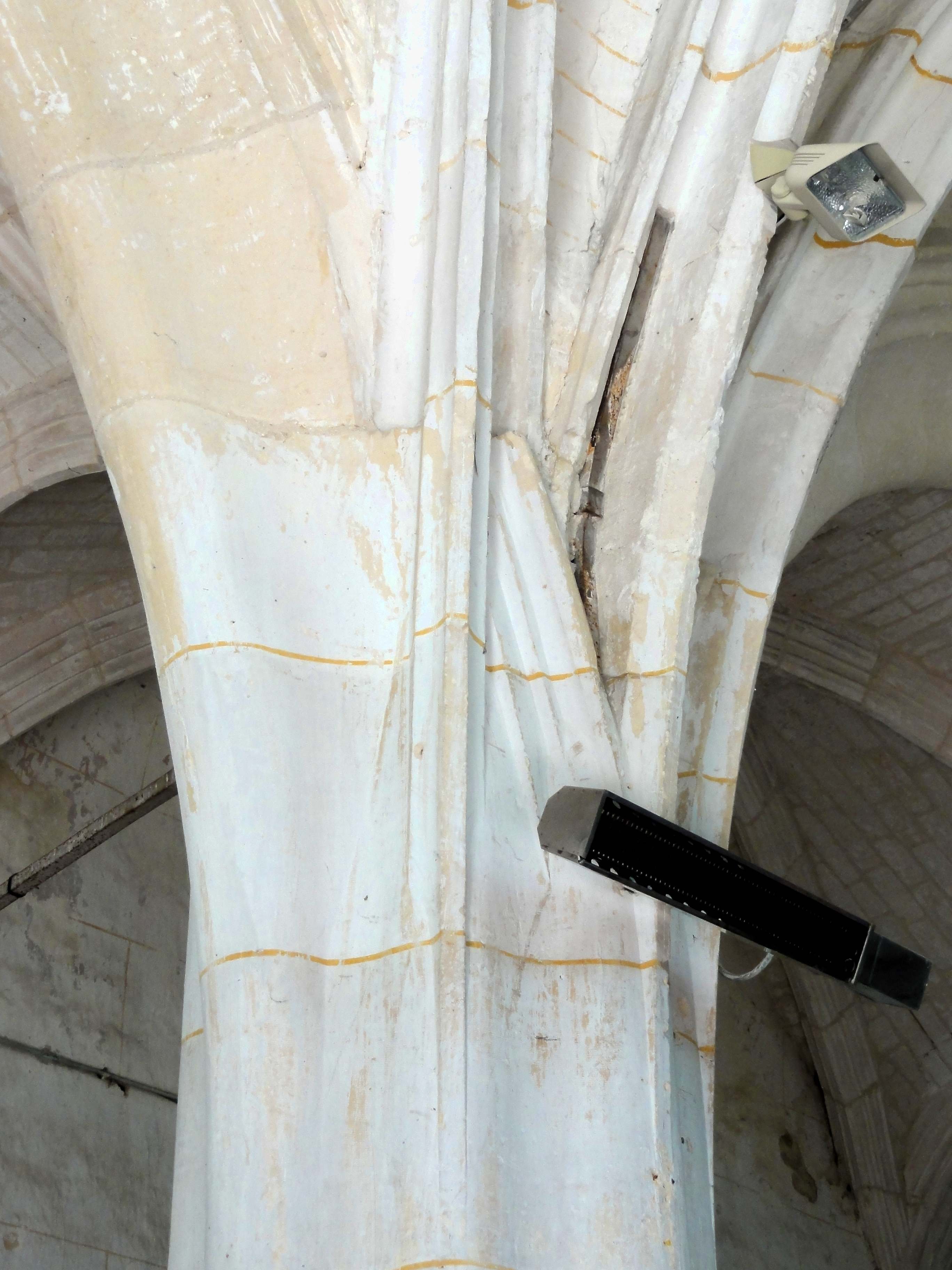
Retombée des voûtes.
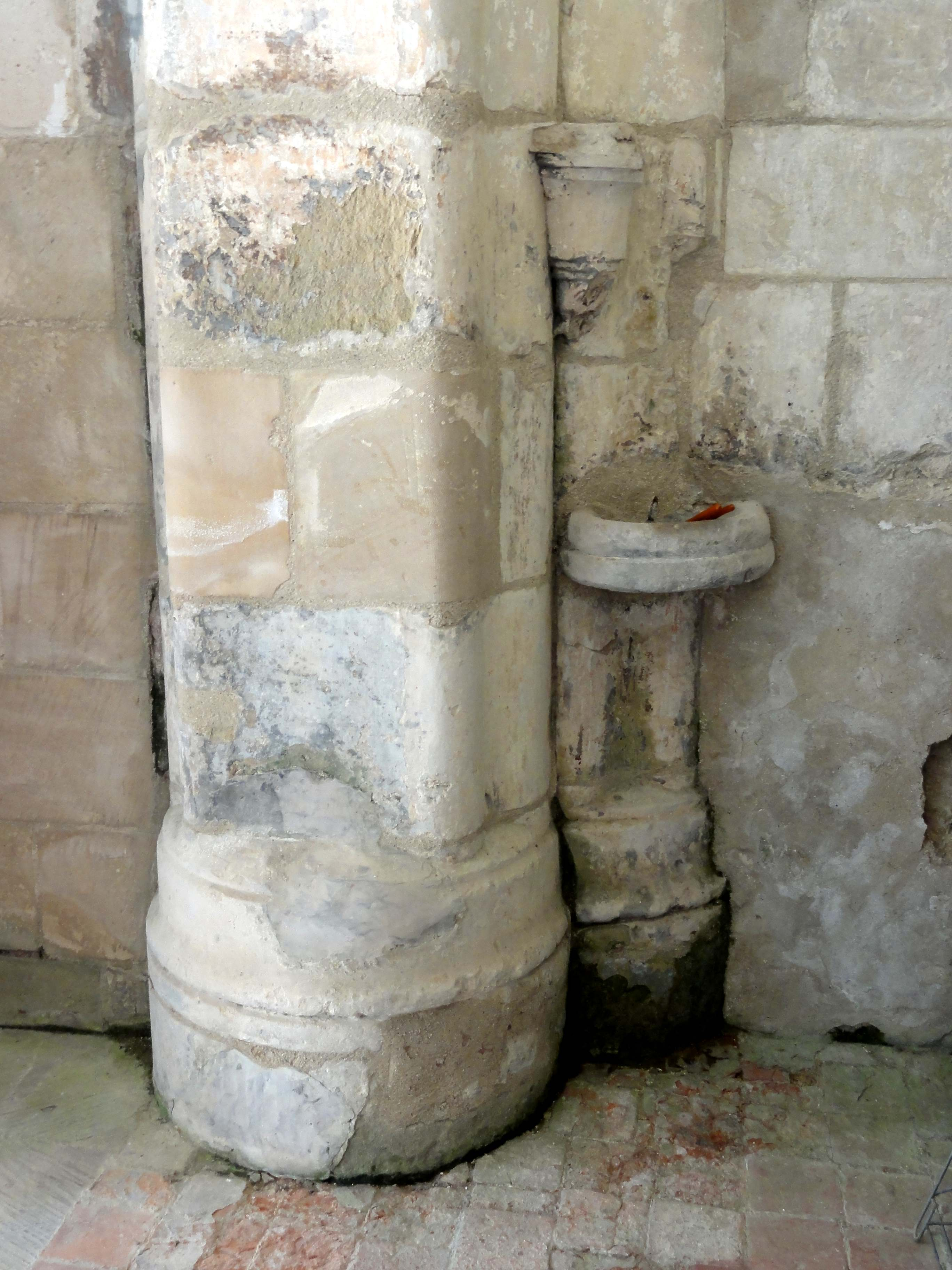
Pilier engagé et base au revers de la façade.
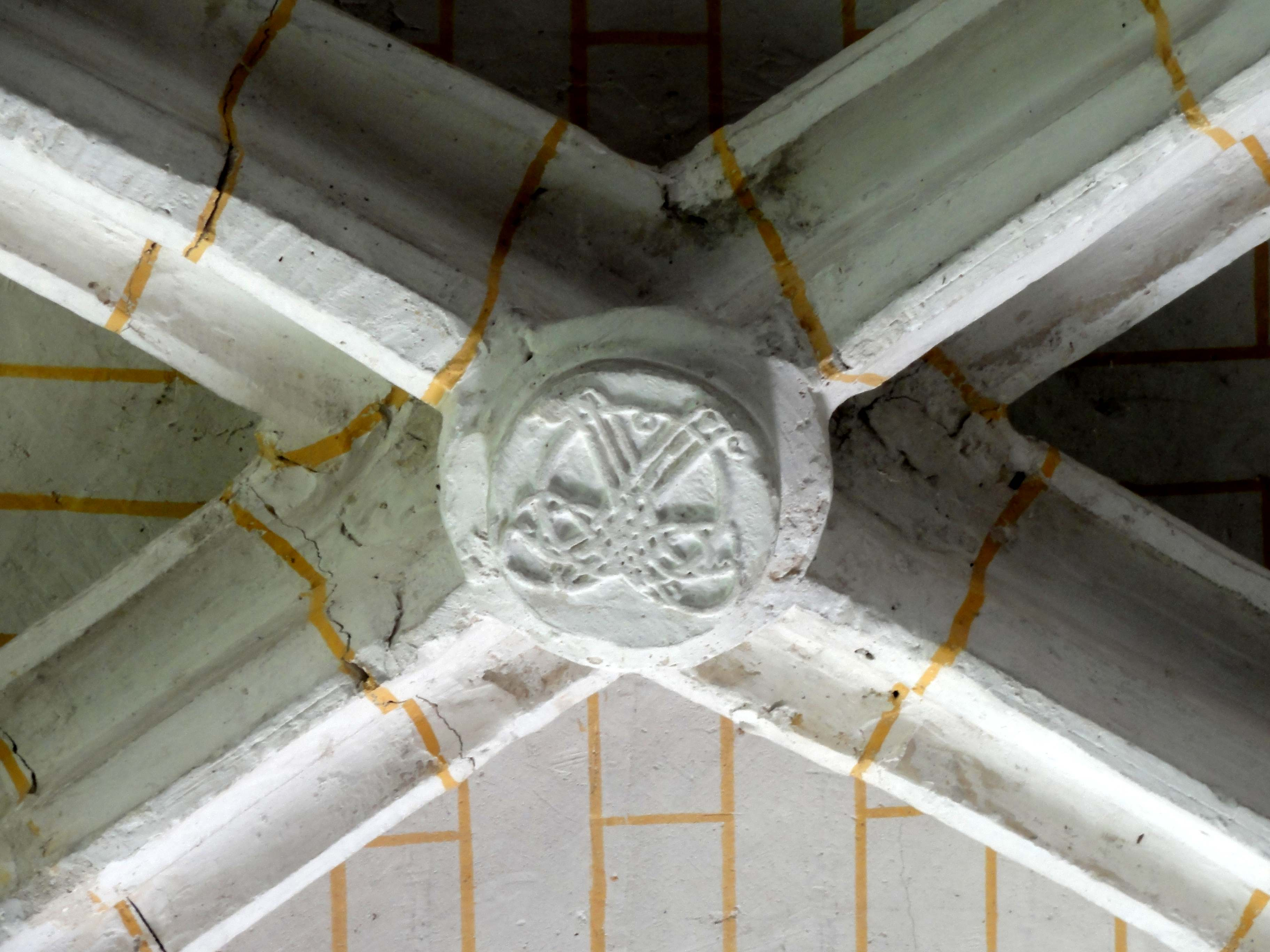
Clé de voûte de la 3e travée.

#### Transept et chœur

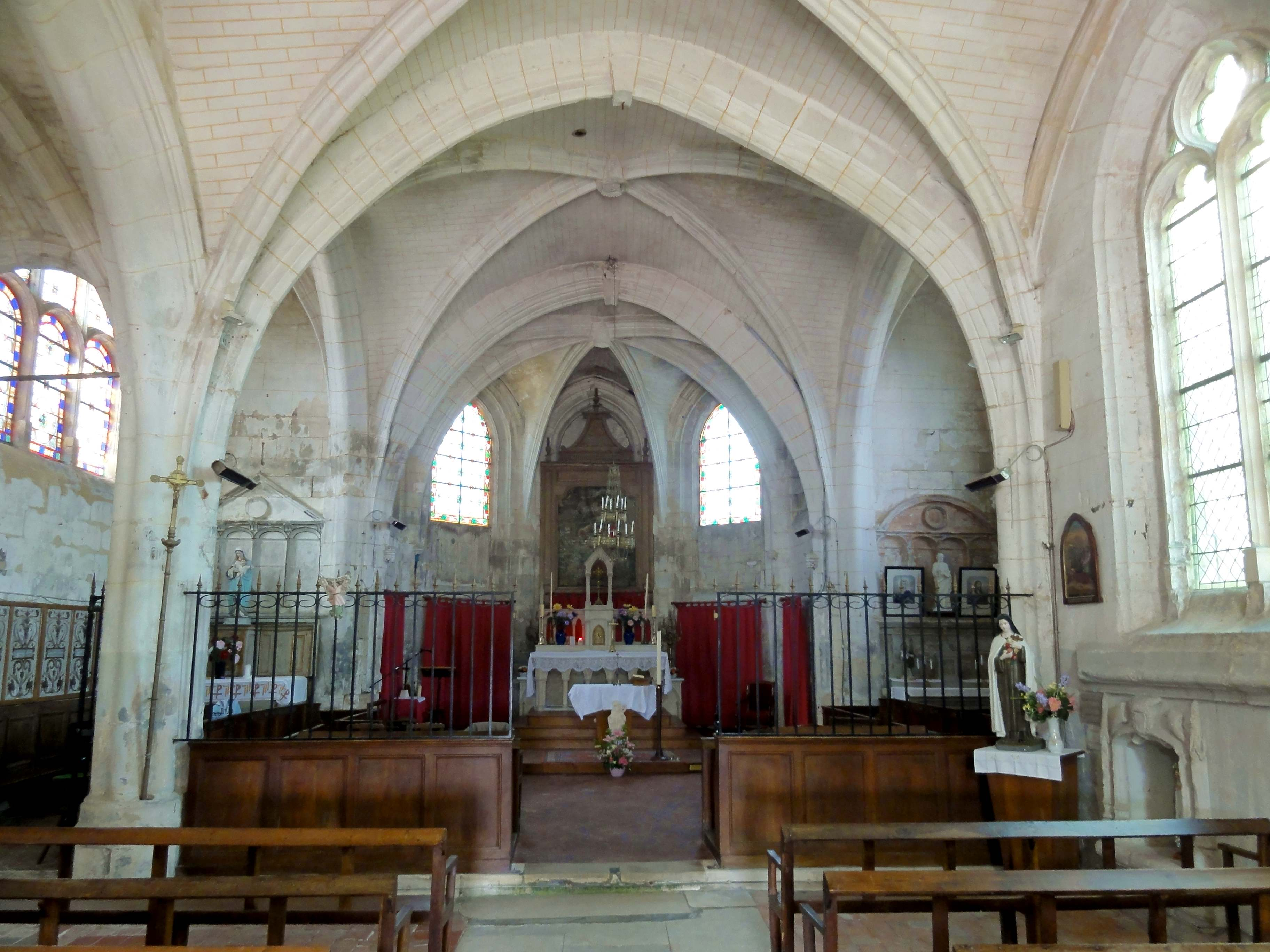
Nef, vue vers l'est.

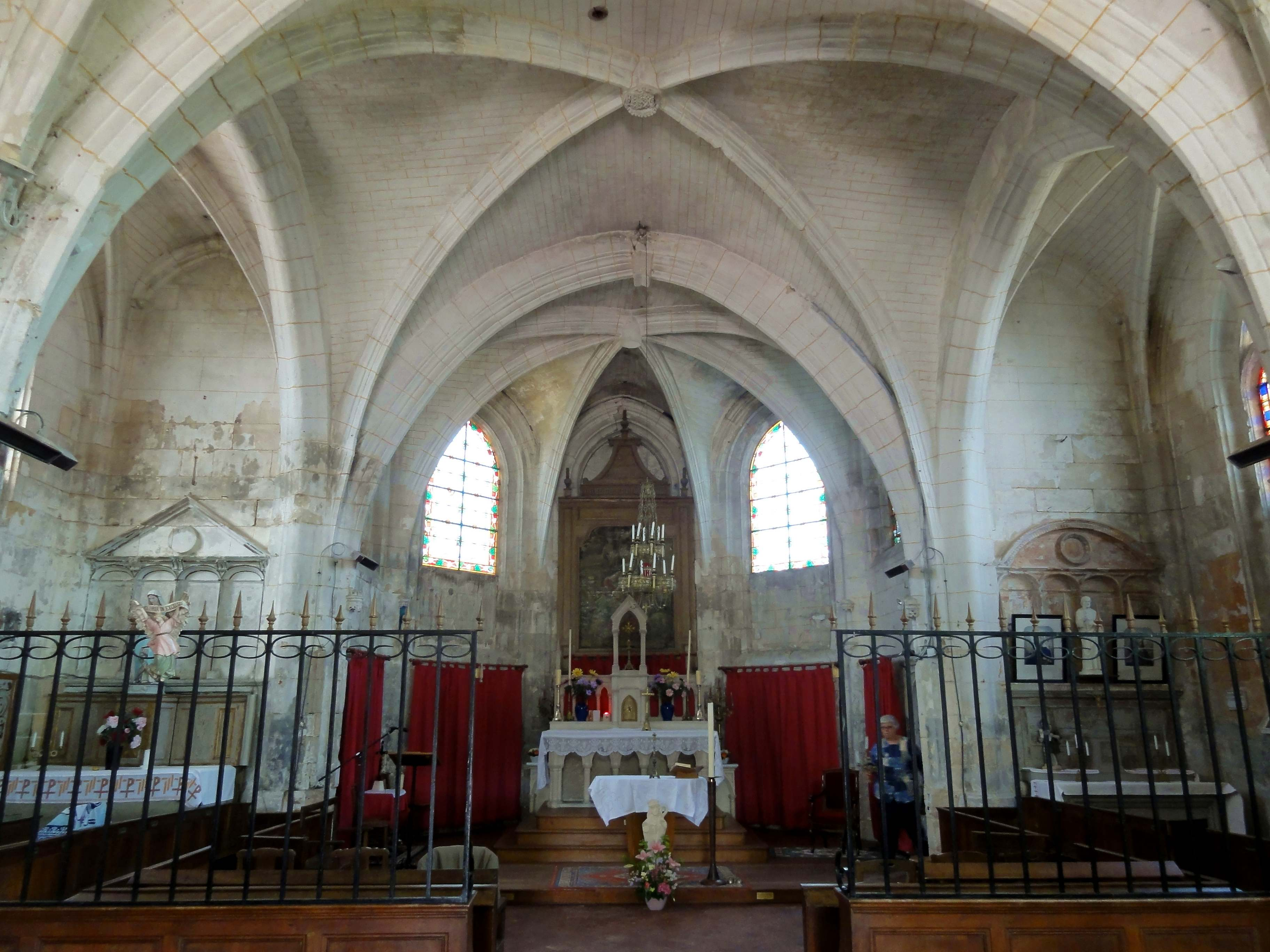
Transept, vue vers l'est.

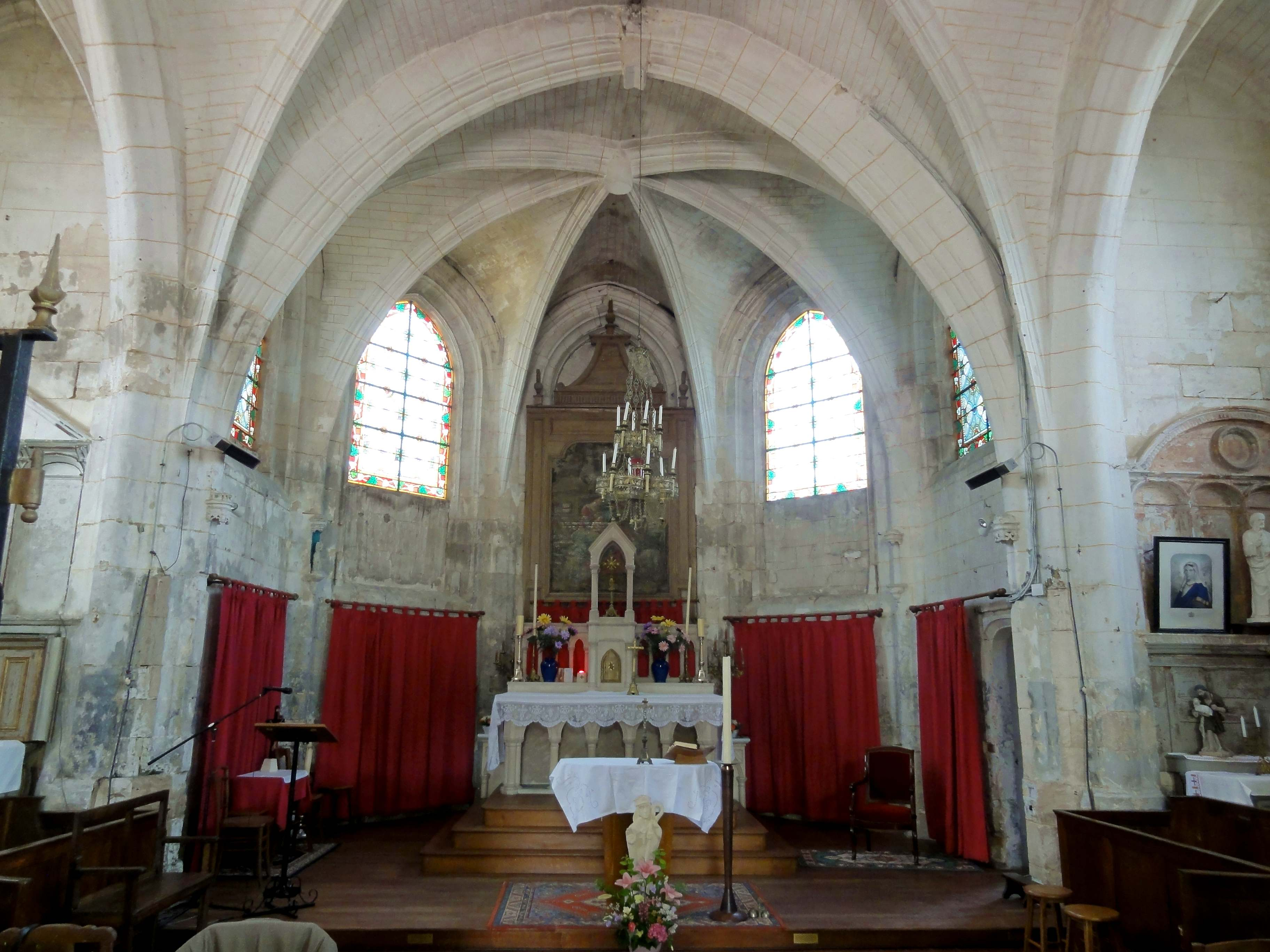
Vue dans l'abside.

Le transept n'est débordant qu'au sud, où la nef ne possède pas de bas-côté. Les croisillons sont donc très exigus. Pour le maître d'ouvrage, il s'agit surtout de perpétrer une tradition de l'architecture religieuse, même si les moyens ne permettent pas la construction d'un transept formant un réel vaisseau perpendiculaire. Au nord, le croisillon ne se distingue pas des travées des bas-côtés que par une hauteur plus importante ; par la présence de piliers ondulés à un seul renflement dans les angles ; par un profil légèrement différent des ogives ; par la retombée des formerets nord et sud sur de petits mascarons ; et par la présence d'une grande fenêtre, côté nord. Alors que les voûtes des bas-côtés semblent épuiser les possibilités en termes de hauteur en comparant avec la nef, il est assez inattendu de trouver des voûtes plus hautes dans les croisillons. Les lunettes de la voûte se situent ici au-dessus du tracé des doubleaux latéraux de la croisée du transept, et, cachés derrière les ogives, les formerets retombent à un niveau plus élevé que ces dernières, contrairement à un principe esthétique aussi ancien que le voûtement d'ogives lui-même (auquel dérogent souvent les absides). Mais il est vrai que le système des nervures pénétrantes permet de dissimuler aisément cette irrégularité. Réellement nuisible à l'effet du transept est la forte irrégularité de la forme de tous les voûtains dans le sens est-ouest. En plus, les formerets aux extrémités nord et sud sont dissymétriques, et le doubleau entre croisée du transept et croisillon nord est en fer à cheval.
En prévision de l'installation de retables au chevet, les murs orientaux n'ont d'emblée pas été pourvus de fenêtres. Les retables des croisillons sont en pierre, et se composent de quatre arcatures en cintre surbaissé, surmontées d'un fronton, triangulaire au nord et en arc de cercle au sud. Le décor est constitué de cinq consoles sculptés d'un dard au nord, et un cercle entouré d'oves au milieu du fronton au sud, ainsi que d'une frise de dents d'engrenage sur les rampants. Comme particularité, les retables sont très plats, et n'ont pas de fond : l'appareil du mur est visible au sein des niches et frontons. Les fenêtres aux extrémités nord et sud, assez larges, sont en arc brisé, et munies d'un remplage de trois formes en plein cintre, dans le goût de la Renaissance. La lancette médiane n'est toutefois pas surmontée de l'habituel oculus, mais les deux meneaux qui la délimitent se continuent presque jusqu'à l'intrados, puis se terminent par une bâtière. La construction des églises se faisant habituellement en commençant par le chevet, il est peu probable que les croisillons soient plus récents que la nef, l'ensemble étant du reste d'une grande homogénéité stylistique. Les réseaux actuels pourraient plutôt être issus d'une restauration, les guerres de religion ayant occasionné des dégâts dans nombre des églises de la région, quelques décennies à peine après l'achèvement de leur reconstruction à la suite de la guerre de Cent Ans. L'absence de moulures concaves sur le pourtour des baies et les bases des meneaux restées en l'état d'ébauche pourraient aussi indiquer une date plus tardive que l'église elle-même. En même temps, une preuve matérielle de l'ancienneté relative des baies actuelles existe sur la forme de vestiges de litres seigneuriaux sur les carreaux de plâtre qui bouchent la moitié inférieure de la baie méridionale, initialement plus haute que son homologue au nord. En plus, une plaque de fondation de 1645 y est encastrée.
La croisée du transept ne se distingue guère des travées de la nef, si ce n'est par un profil des ogives légèrement modifié, sans arêtes saillantes sur les faces latérales. C'est, tout de même, et en dépit de la grande homogénéité de l'ensemble de l'église, un quatrième profil pour un total de seulement dix travées. La clé de voûte est celle qui est le plus richement décorée dans toute l'église. Elle arbore un écusson parti sommé d'une couronne, et flanqué de deux hommes fortement poilus. La clé d'arc du doubleau vers l'abside est un simple cube échancré, et la clé de voûte de l'abside n'est plus qu'un cylindre, le décor s'étant sans doute perdu. L'abside poursuit l'architecture de la nef, avec un profil des ogives analogue au carré du transept. Des piliers ondulés à trois renflements sont donc engagés dans les angles. Pour souligner l'importance spirituelle du sanctuaire, celui au nord et celui au sud sont agrémentés de petites niches à statues, prises dans l'ondulation centrale. L'on trouve le même dispositif sur les piliers occidentaux de la croisée du transept. Ces quatre niches possèdent de dais architecturés dans le goût de la Renaissance, d'une facture assez simple. Les consoles sont sans intérêt, ou manquent à présent. Les fenêtres, en tiers-point, s'inscrivent presque entièrement dans les lunettes de la voûte, et utilisent tout l'espace disponible entre les piliers et sous les formerets, en laissant toutefois assez de place à une gorge délimitée par deux arêtes saillantes, qui entoure les baies. Les baies des pans obliques descendaient primitivement plus bas que les baies latérales, mais leur tiers inférieur a été bouché. Dans le soubassement de la baie méridionale, une porte en anse de panier entourée de moulures donne accès à la sacristie.

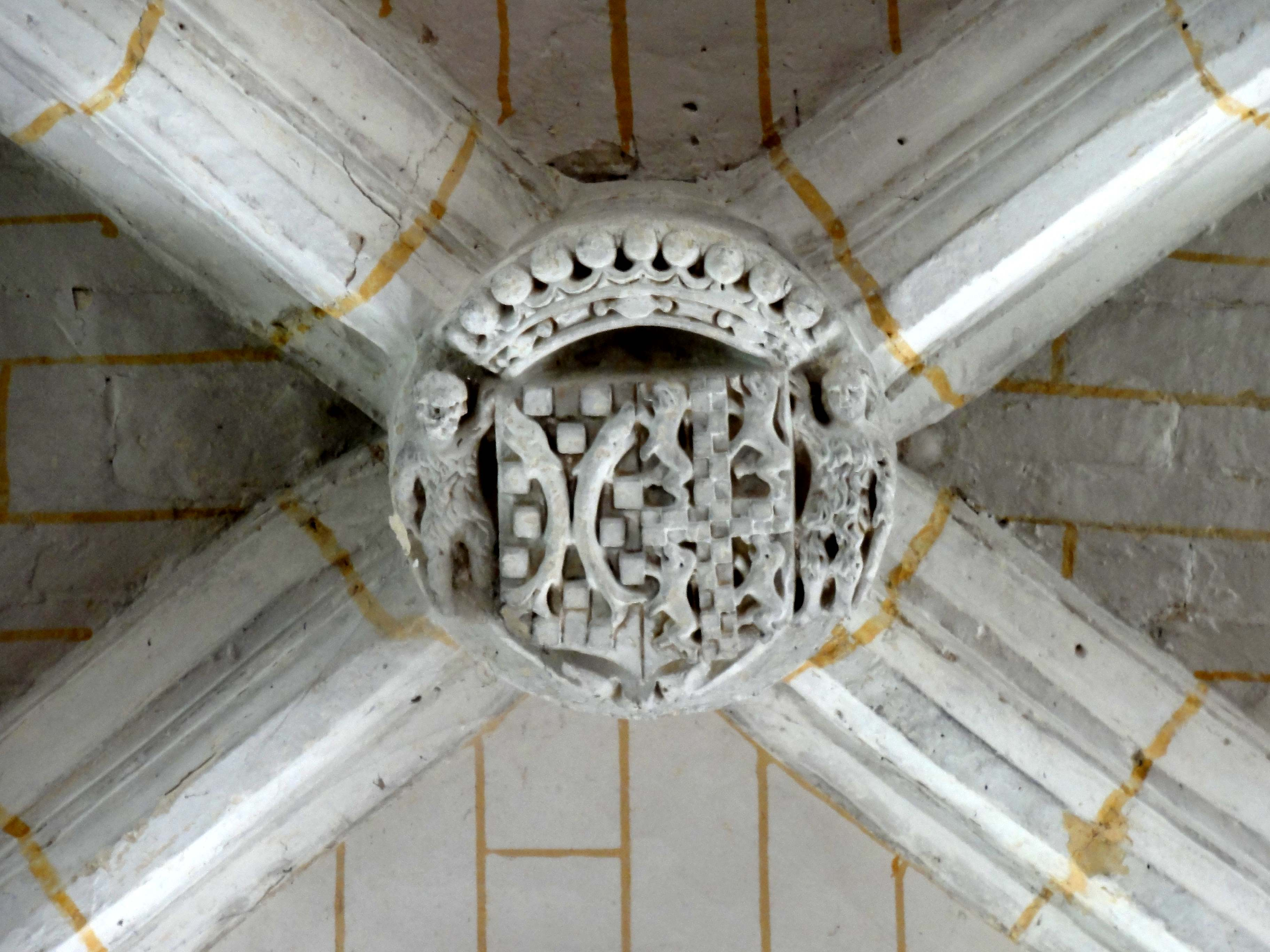
Croisée du transept, clé de voûte.
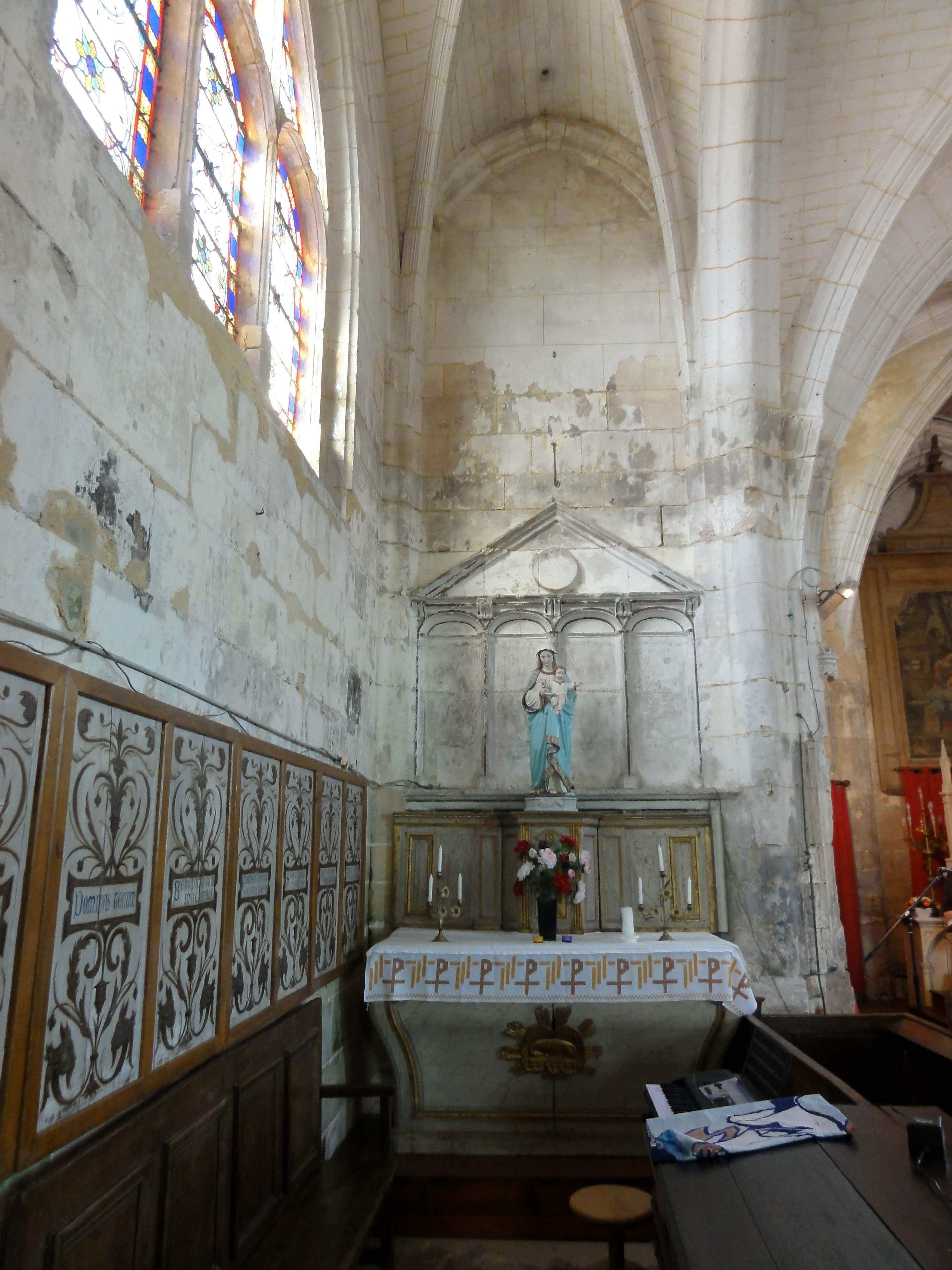
Croisillon nord, vue vers l'est.
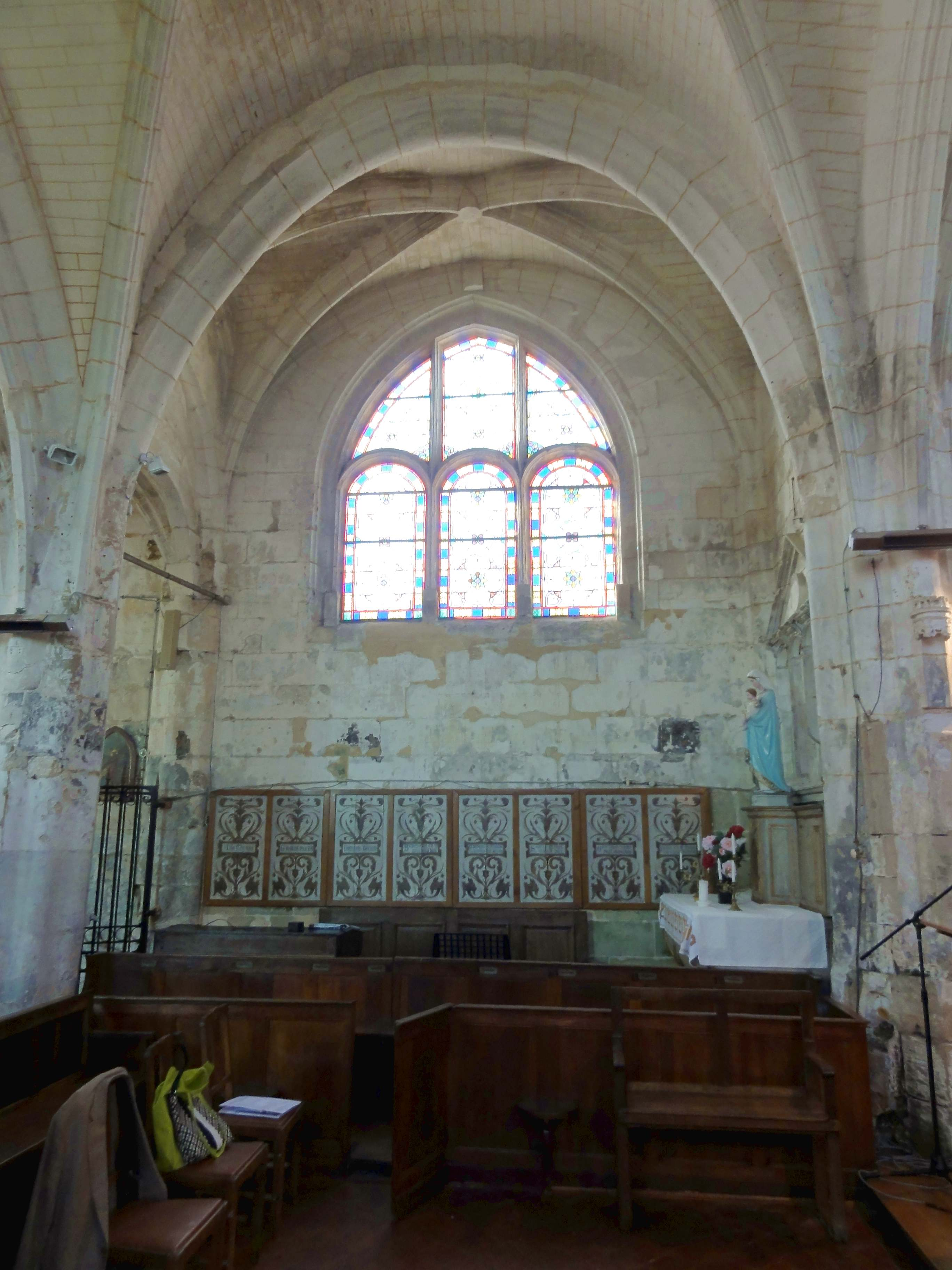
Croisée du transept, vue vers le nord.
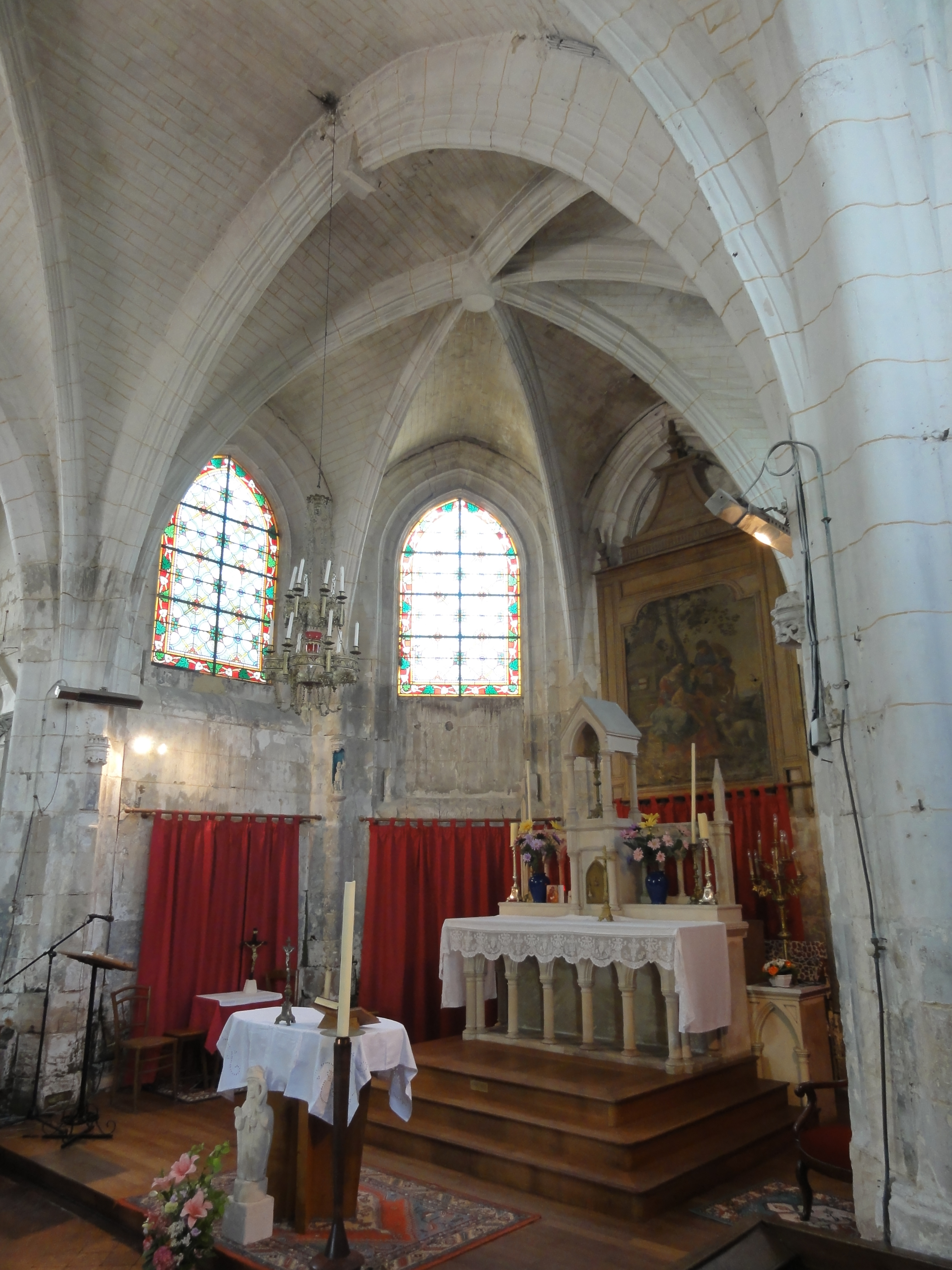
Abside, vue vers le nord-est.
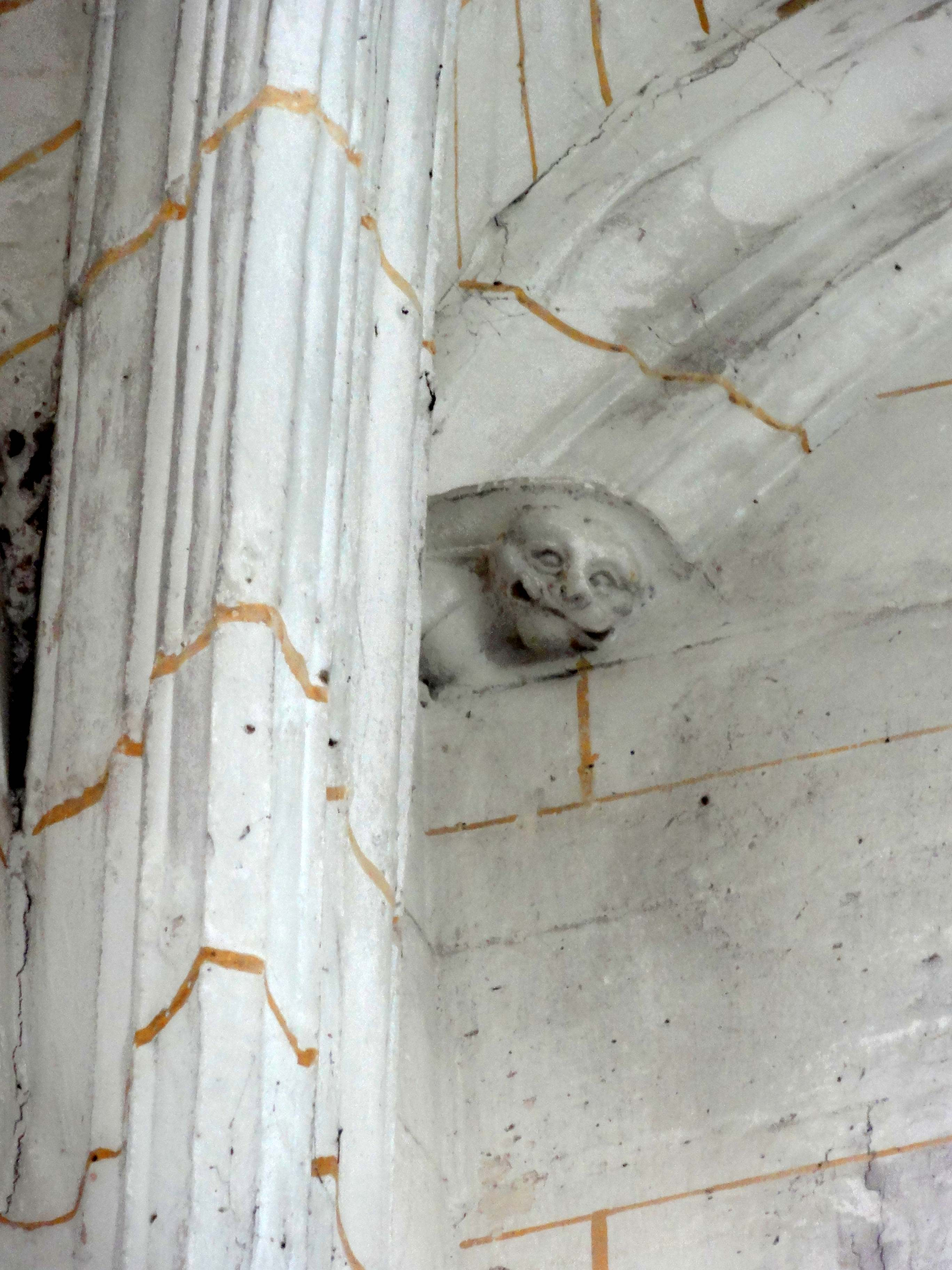
Croisillon sud, mascaron.
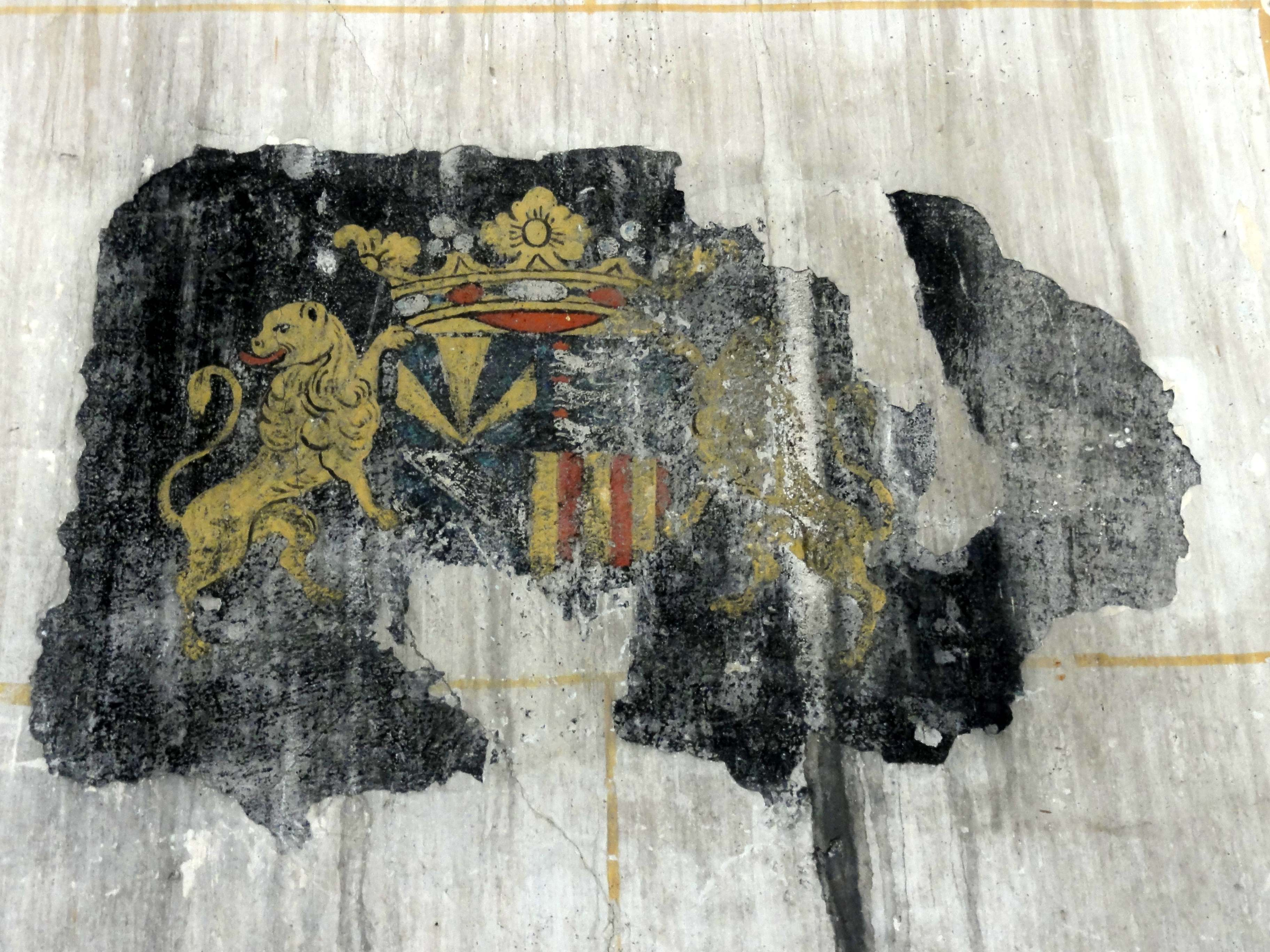
Croisillon sud, litre seigneuriale.

### Extérieur

#### Façade occidentale

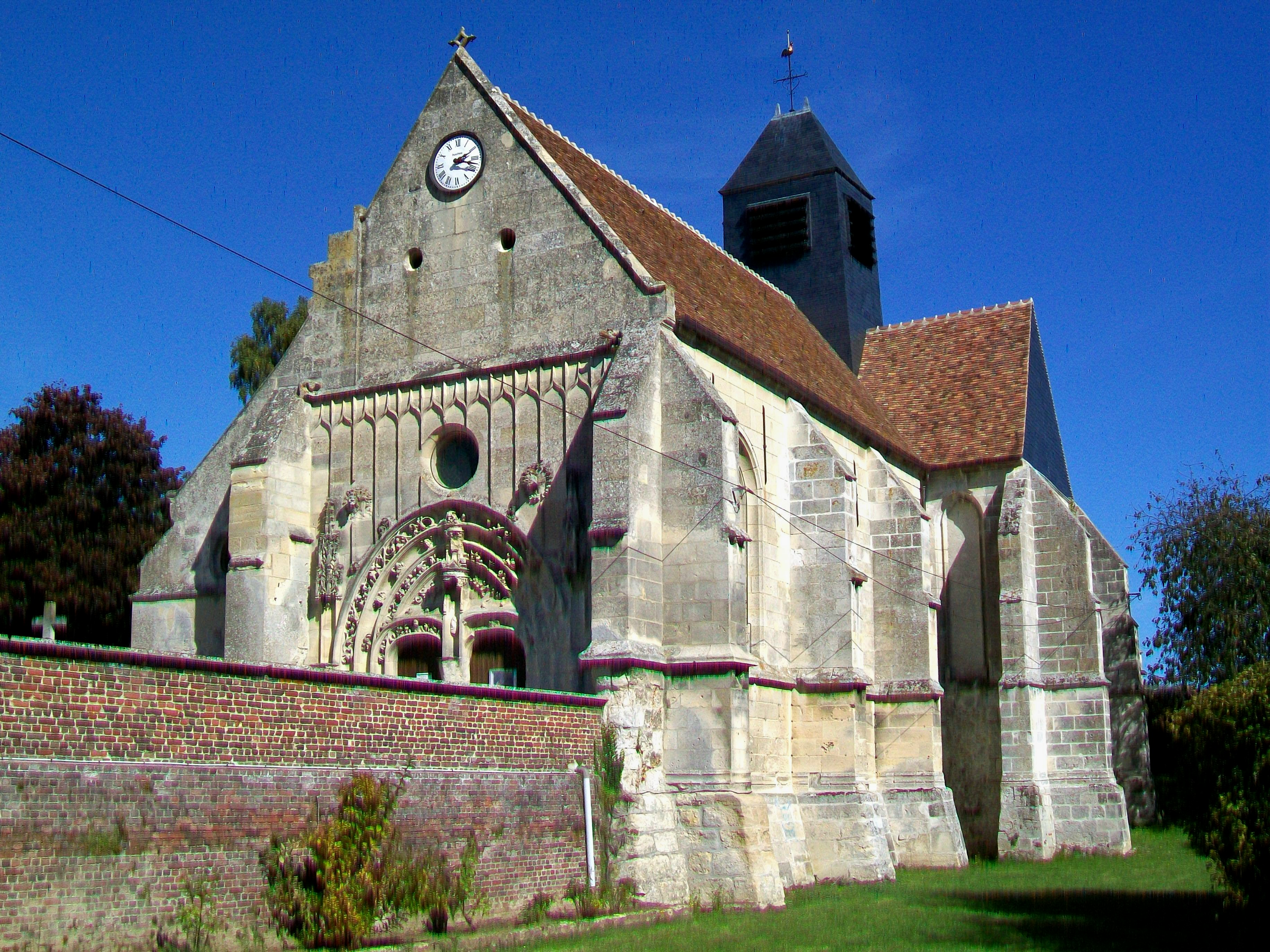
Vue depuis le sud-ouest.

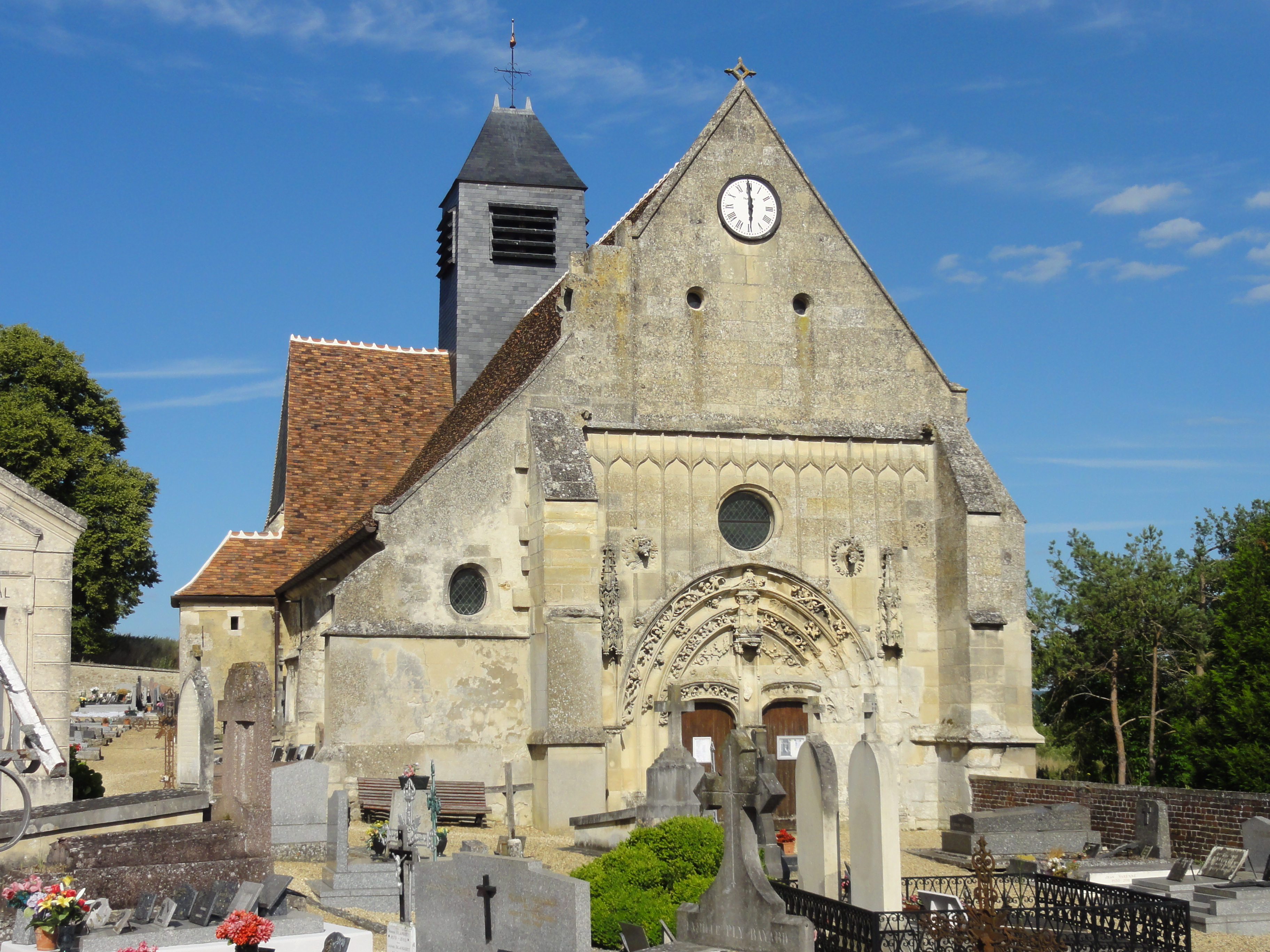
Façade occidentale.

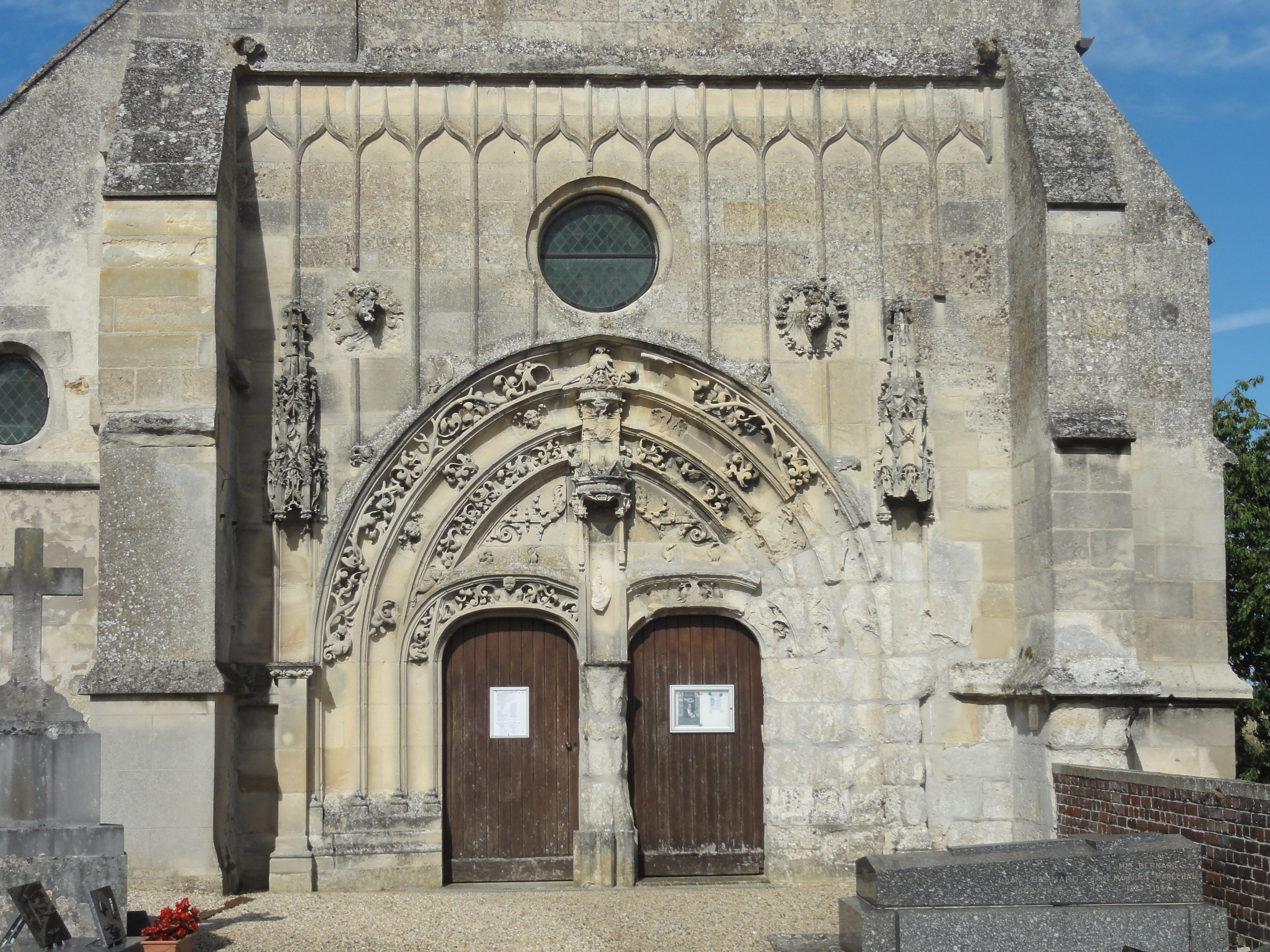
Façade, vue rapprochée.

Sans pouvoir rivaliser avec Saint-Antoine de Compiègne et Saint-Pierre de Senlis, la façade occidentale de l'église Saint-Wandrille est l'une des façades flamboyantes les plus richement décorées de la région, avec Ève, Louvres (portail sud), Pierrefonds (portail nord), Raray et Verneuil-en-Halatte. Certaines nefs flamboyantes ont en effet des façades Renaissance, à l'instar d'Armancourt, Avrechy, Montagny-Sainte-Félicité ou Pont-Sainte-Maxence, ou des façades encore partiellement médiévales, comme Chevrières. Parfois le décor des façades flamboyantes reste très limité, en attendant peut-être une extension de la nef vers l'ouest, comme à Mont-l'Évêque, Verberie et Versigny. Il y a deux portes en anse de panier. Le dais de la niche à statue au-dessus du trumeau est l'unique élément Renaissance du portail proprement dit, mais on peut également rattacher à ce courant les deux têtes d'homme saillantes en haut du portail, à gauche et à droite, dont l'on ignore qui elles représentent. La niche et le dais mentionnés divisent en deux segments la triple archivolte en arc légèrement brisé et le tympan. Les deux voussures supérieures se continuent, sans interruption, sur les piédroits. La voussure inférieure bute, à gauche et à droite, sur les voussures en anse de panier des portes. Le tympan est sculpté de feuilles de chou frisées et de volutes végétales. Des rinceaux végétaux découpés à jour garnissent les voussures en anse de panier, où le buste d'un jeune homme de détache à la clé d'arc, et les voussures inférieure et supérieure de l'archivolte. Le dernier motif à gauche est une petite chimère dans le goût flamboyant. Dans la voussure médiane, les motifs sculptés sont largement espacés. Des têtes de chérubins entre deux ailes alternent avec des feuilles de chou frisées.
Un bandeau en forme de larmier surmonte la triple archivolte. Il est animé de quelques animaux fantastiques et feuilles frisées. Ces sculptures sont très dégradées et incomplètes, mais semblent d'une plus grande finesse que les sculptures déjà signalées, qui sont d'une facture assez grossière malgré leur grande plasticité. On serait tenté de les considérer comme néogothiques, d'autant plus que le trumeau et le piédroit droit ont entièrement perdu leur sculpture du fait de l'emploi d'une pierre trop tendre qui ne résiste pas aux injures du temps. L'on voit une nette rupture en bas de la niche à statue centrale et en bas de la triple archivolte, à droite. Dans le même sens va l'examen des dais flamboyants des niches à statues qui cantonnent le portail, à gauche et à droite. Ils sont d'une grande qualité. La niche de gauche a été refaite, ainsi que sa console, qui repose sur un pilastre. À droite, plus aucun détail sculpté n'a résisté aux dégradations en dessous du dais. Restent à évoquer les arcatures plaquées qui occupent les surfaces murales au-dessus du portail, jusqu'à la naissance du pignon. Elles sont formées par des accolades, et ne présentent pas les têtes trilobées qui font l'essence même du style flamboyant. Un larmier protège ces arcatures. Il relie les glacis sommitaux des deux contreforts occidentaux de la nef, qui sont scandés par deux niveaux de larmiers présentes sur les trois faces. Dans les angles entre les contreforts et le larmier, se profilent des sculptures devenues méconnaissables. Au milieu des arcatures, un oculus entouré d'une doucine ajoure la façade au-dessus du portail. Le reste de la façade, c'est-à-dire le pignon de la nef et le mur occidental du bas-côté avec son demi-pignon, n'est guère décoré. Le pignon est percé de deux petits oculi circulaires pour l'aération des combles, et sommé d'une croix nimbée en antéfixe. Des pierres d'attente en bas du rampant de gauche, et à gauche du contrefort de gauche, qui font saillie devant le mur du bas-côté, témoignent du projet d'édifier un clocher, resté sans suite. Contrairement à la façade de la nef, le mur du bas-côté est appareillé en moellons et enduit. Un œil de bœuf représente l'unique jour du bas-côté. Malgré le caractère provisoire du mur du bas-côté, il est entouré de pierres de taille, et un larmier marque la limite de l'allège.

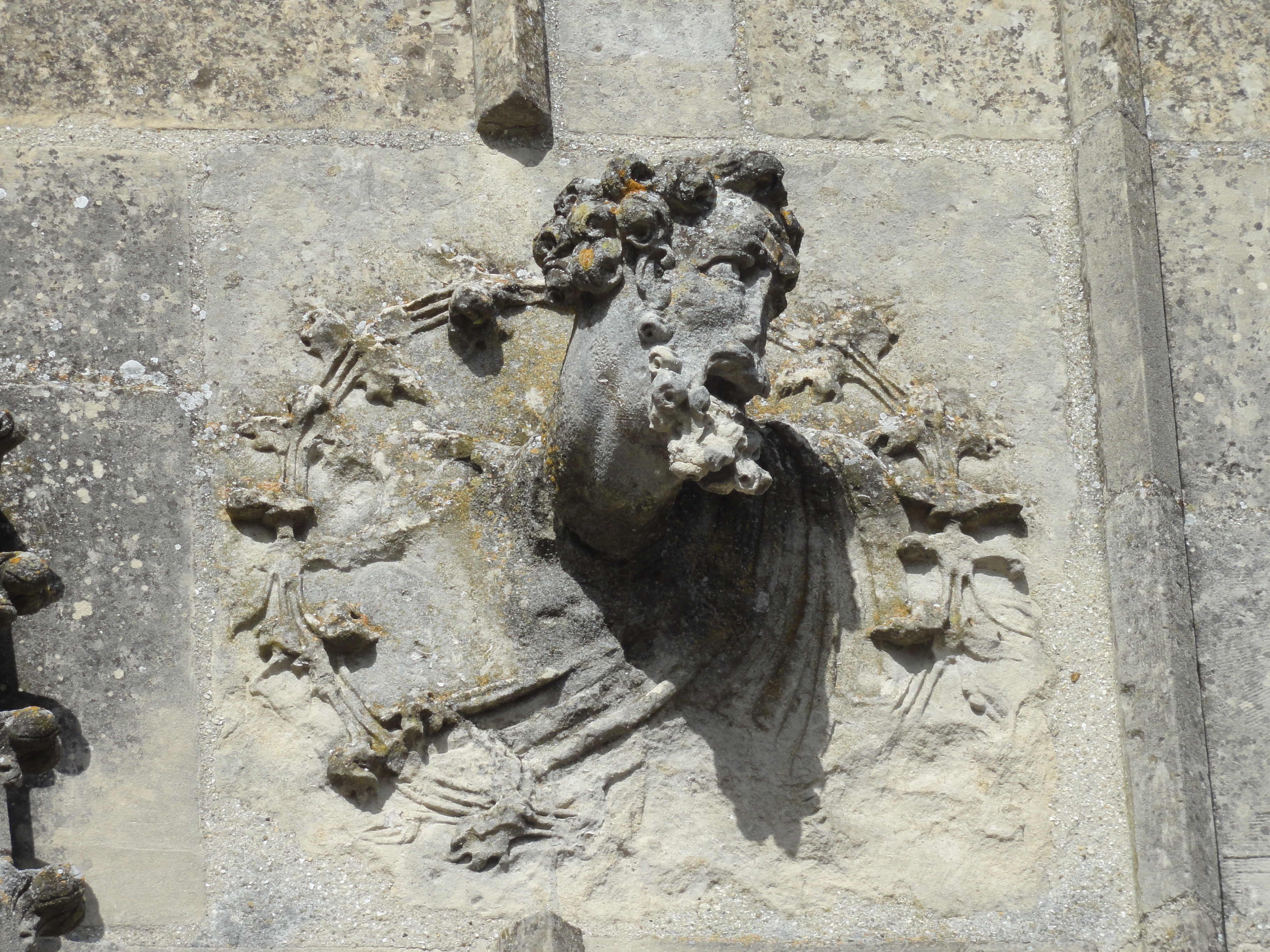
Tête saillante à gauche.
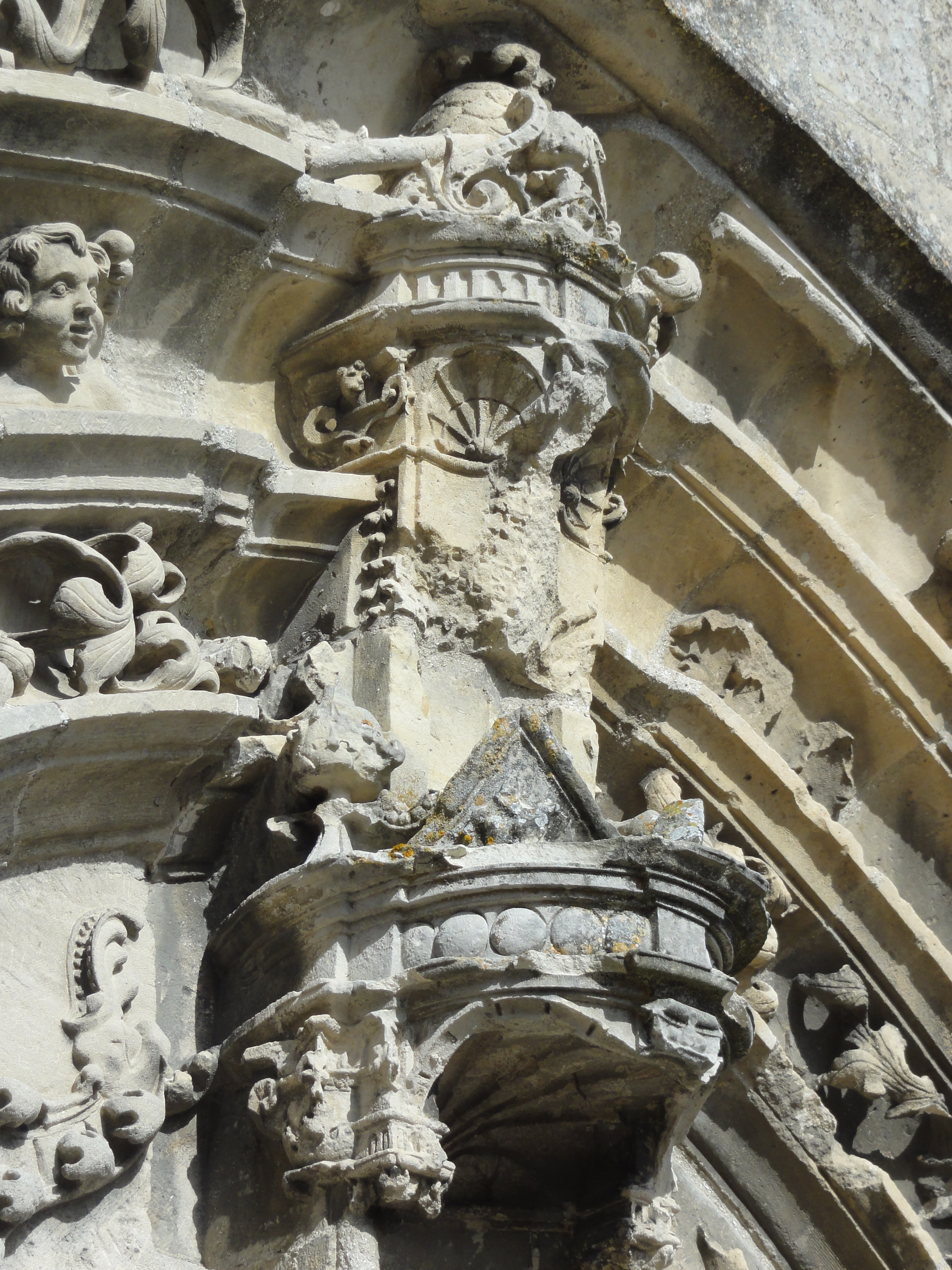
Dais Renaissance au-dessus du trumeau.
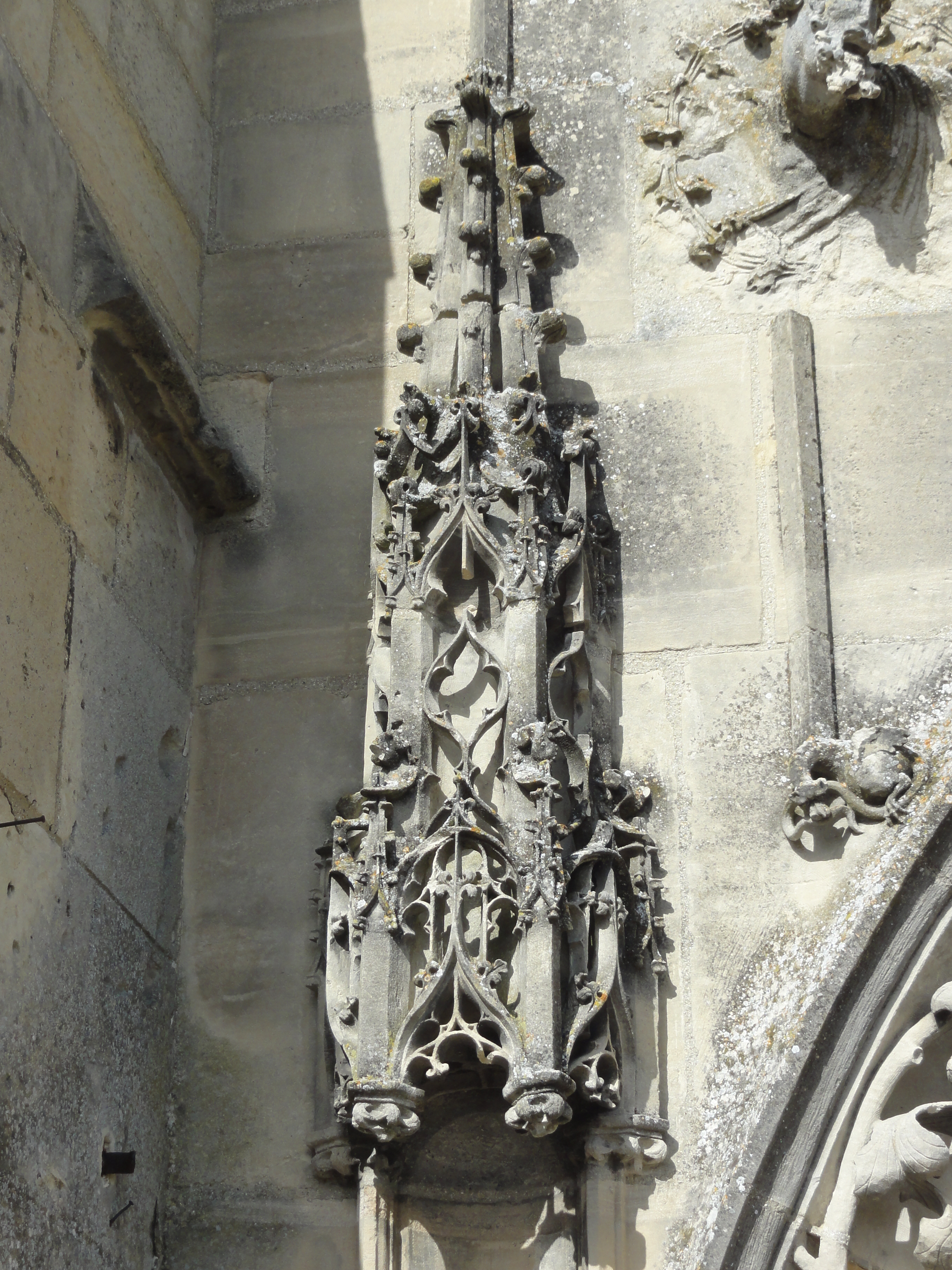
Dais flamboyant à gauche du portail.
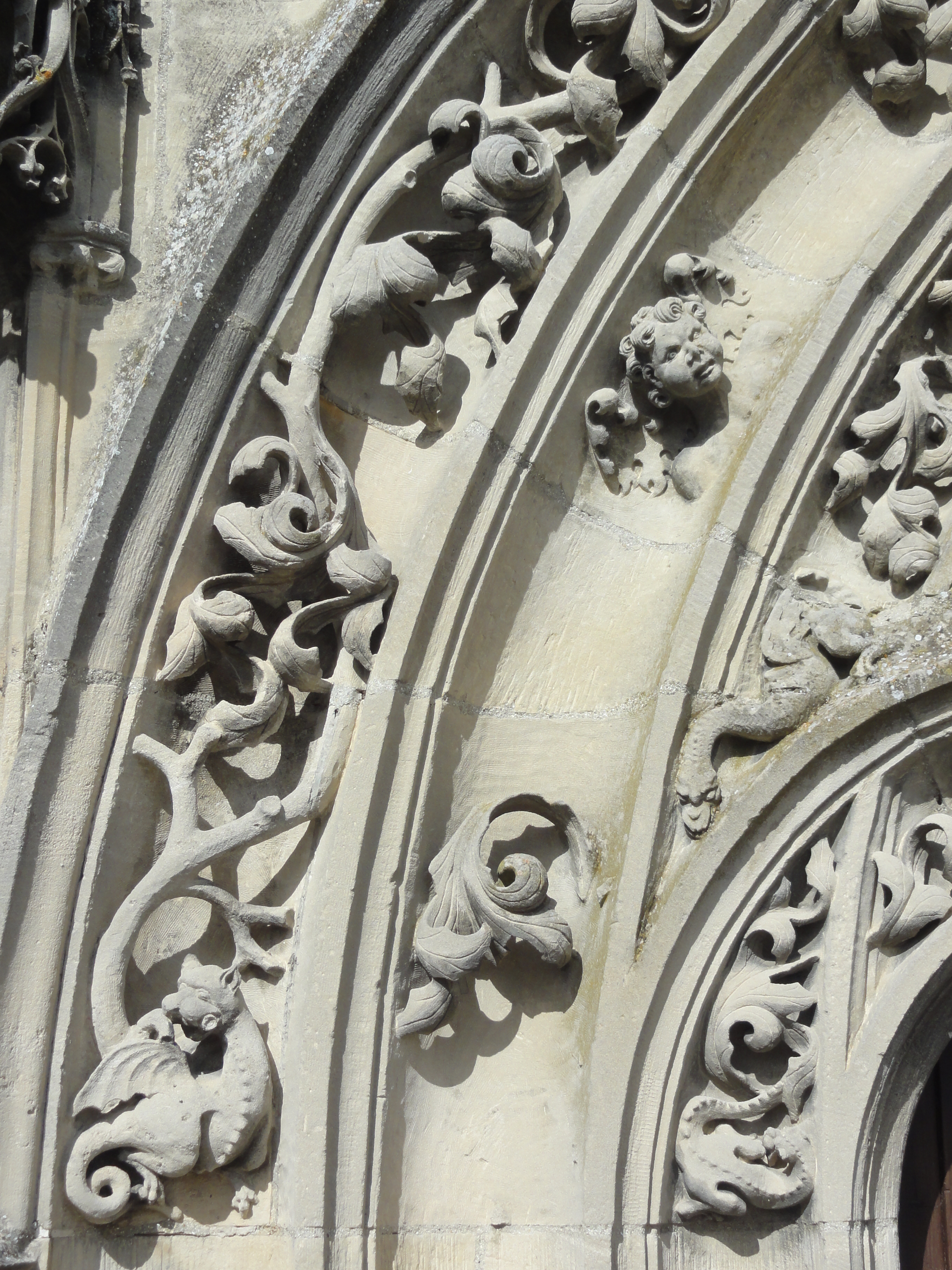
Archivoltes supérieures, vue rapprochée.
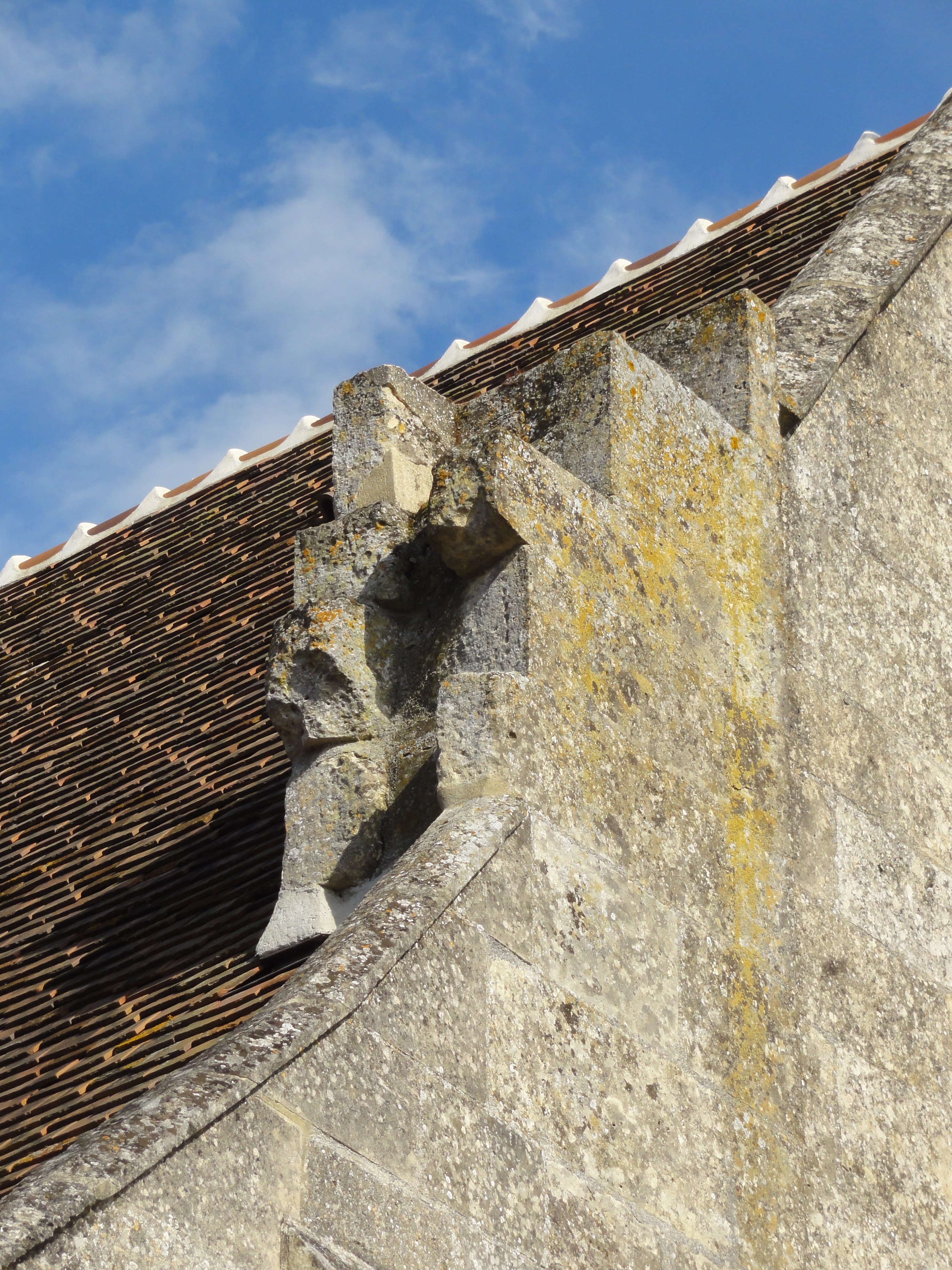
Pierres de réserve à gauche du pignon.
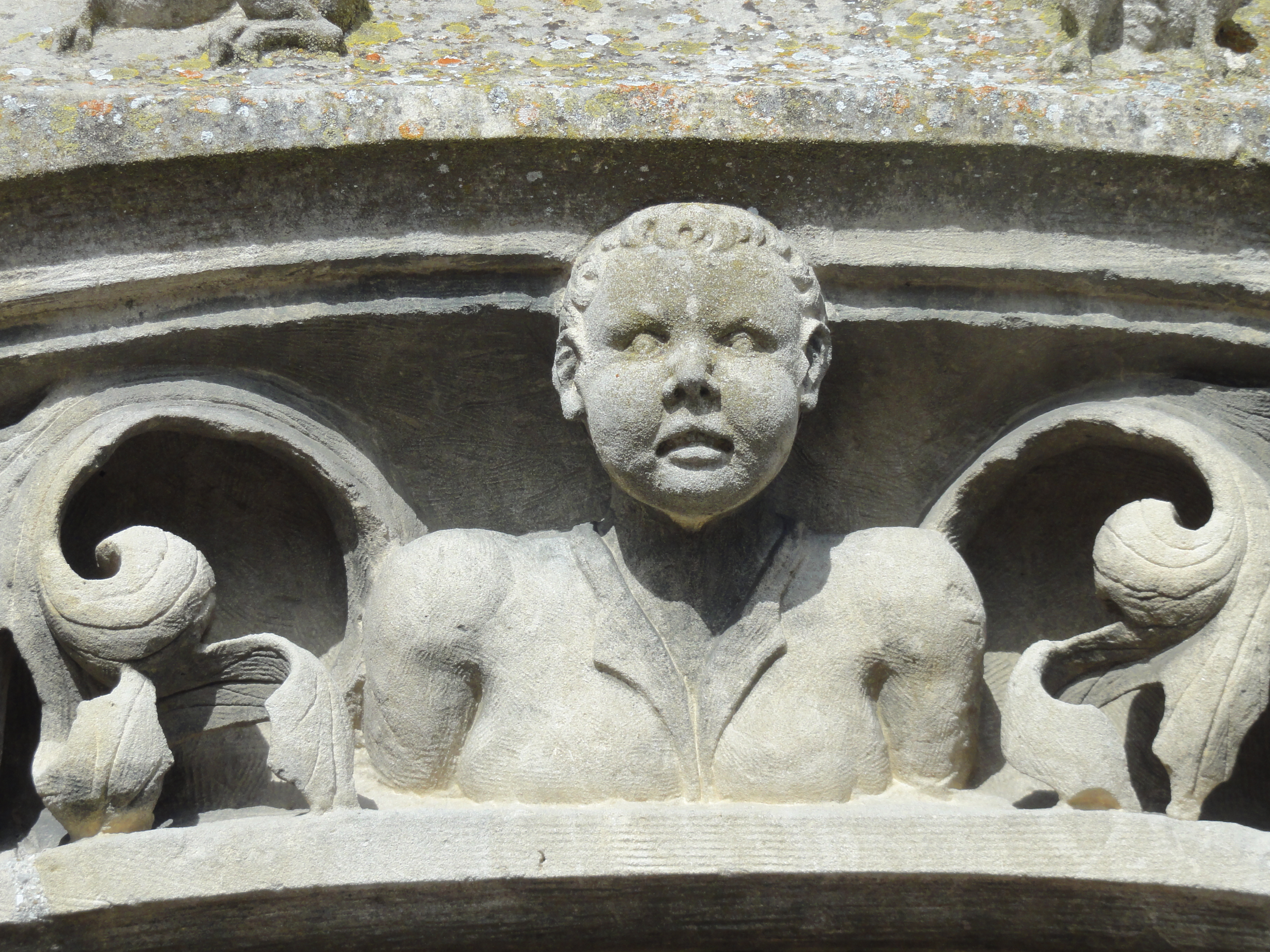
Buste au-dessus de la porte de gauche.

#### Élévations latérales et chevet

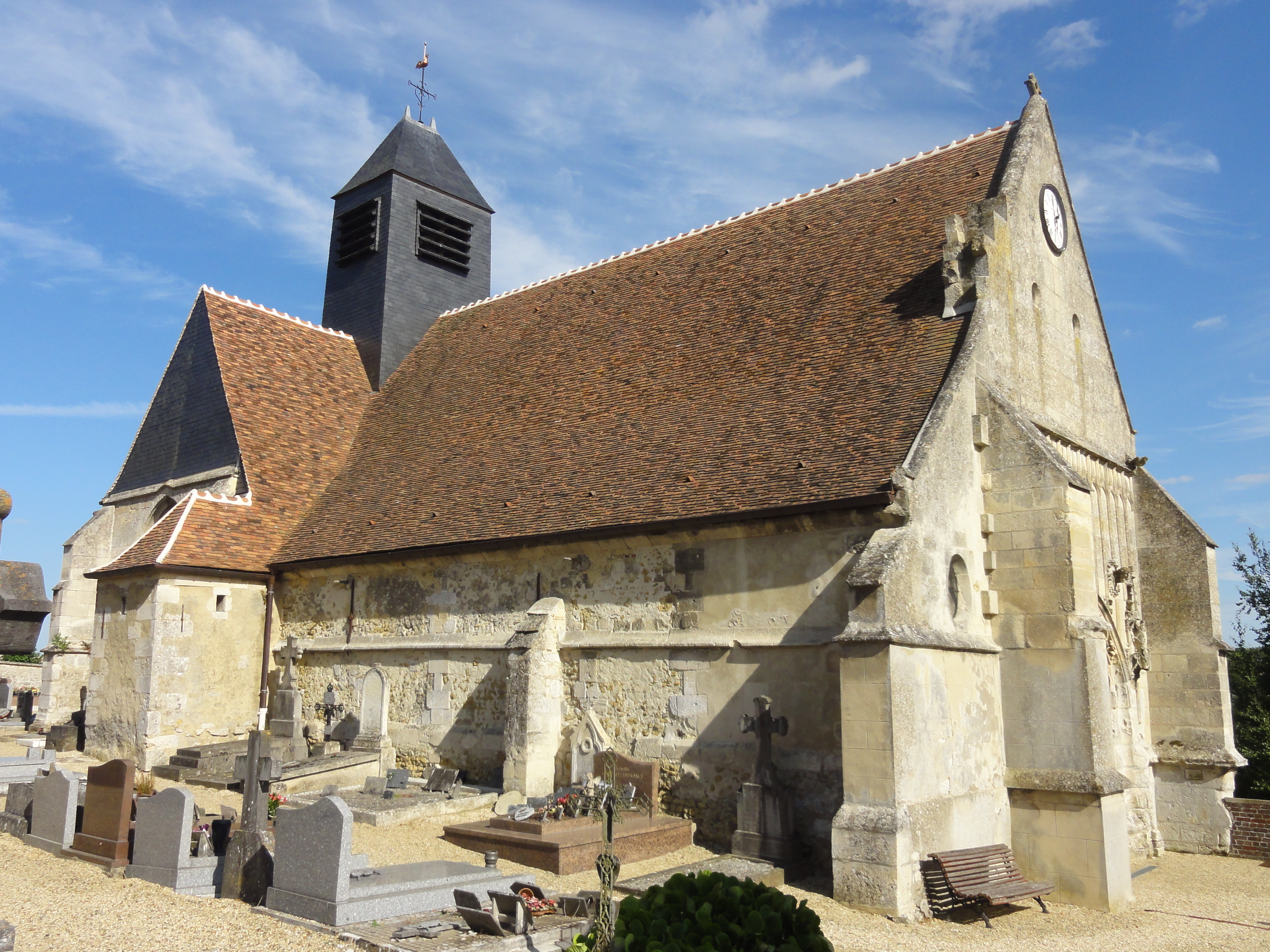
Vue depuis le nord-ouest.

À l'instar de la façade de la nef, le mur méridional et les parties orientales sont soigneusement appareillés en pierre de taille. Seulement le bas-côté est bâti en moellons irréguliers noyés dans un mortier, avec des chaînages en pierre de taille à intervalles réguliers. Le mur latéral est enduit entre l'angle nord-est et le premier chaînage. La cage d'escalier hors-œuvre à la fin du bas-côté nord présente les mêmes caractéristiques que cette section du mur. En raison de l'implantation de l'église et du cimetière à flanc de coteau, l'église s'élève au-dessus d'un soubassement relativement important, équivalent à cinq assises, établi en fort glacis, et se terminant par une plinthe moulurée. Ce soubassement et la plinthe ne sont visibles qu'au sud et au sud-est. Tout autour de l'église, court un larmier en profil de doucine, qui marque la limite des allèges. Il n'épargne que l'unique contrefort intermédiaire du mur gouttereau du bas-côté, et la cage d'escalier. Un larmier du même type est également présent à l'intérieur de la nef, au sud. Conformément à la tradition flamboyante, les pourtours des baies sont également moulurées de la même façon à l'intérieur et à l'extérieur. Une étroite baie en tiers-point bouchée est par ailleurs visible sur le mur occidental du croisillon sud, et le pan axial du chevet comporte également une baie bouchée. Il n'y a pas de corniche à proprement parler, et les murs se terminent simplement par une tablette taillée en biseau. La limite du pignon du croisillon nord est soulignée par un larmier, intercepté en son milieu par le sommet de la fenêtre. Chacun des angles des croisillons est épaulé par deux contreforts orthogonaux, ainsi que l'angle sud-ouest de la nef, et la nef et l'abside possèdent des contreforts analogues à l'intersection entre deux travées. Ces contreforts sont scandés par le larmier déjà signalé, qui concerne également les murs, puis par un second larmier uniquement sur la face frontale, et s'amortissent par un glacis formant larmier. Le bas-côté ne possède pas de contrefort à l'ouest. Les deux contreforts latéraux, au nord, sont différents des autres. Quant au clocher, c'est une petite tour en charpente qui s'élève au-dessus de la croisée du transept, coiffée d'un toit à la hache, et entièrement recouverte d'ardoise. Il y a de chaque côté une baie rectangulaire munie d'abat-sons. Dans les environs, plusieurs églises flamboyantes sont ainsi dépourvues de clochers en dur, dont Armancourt, Chevrières et Jonquières.

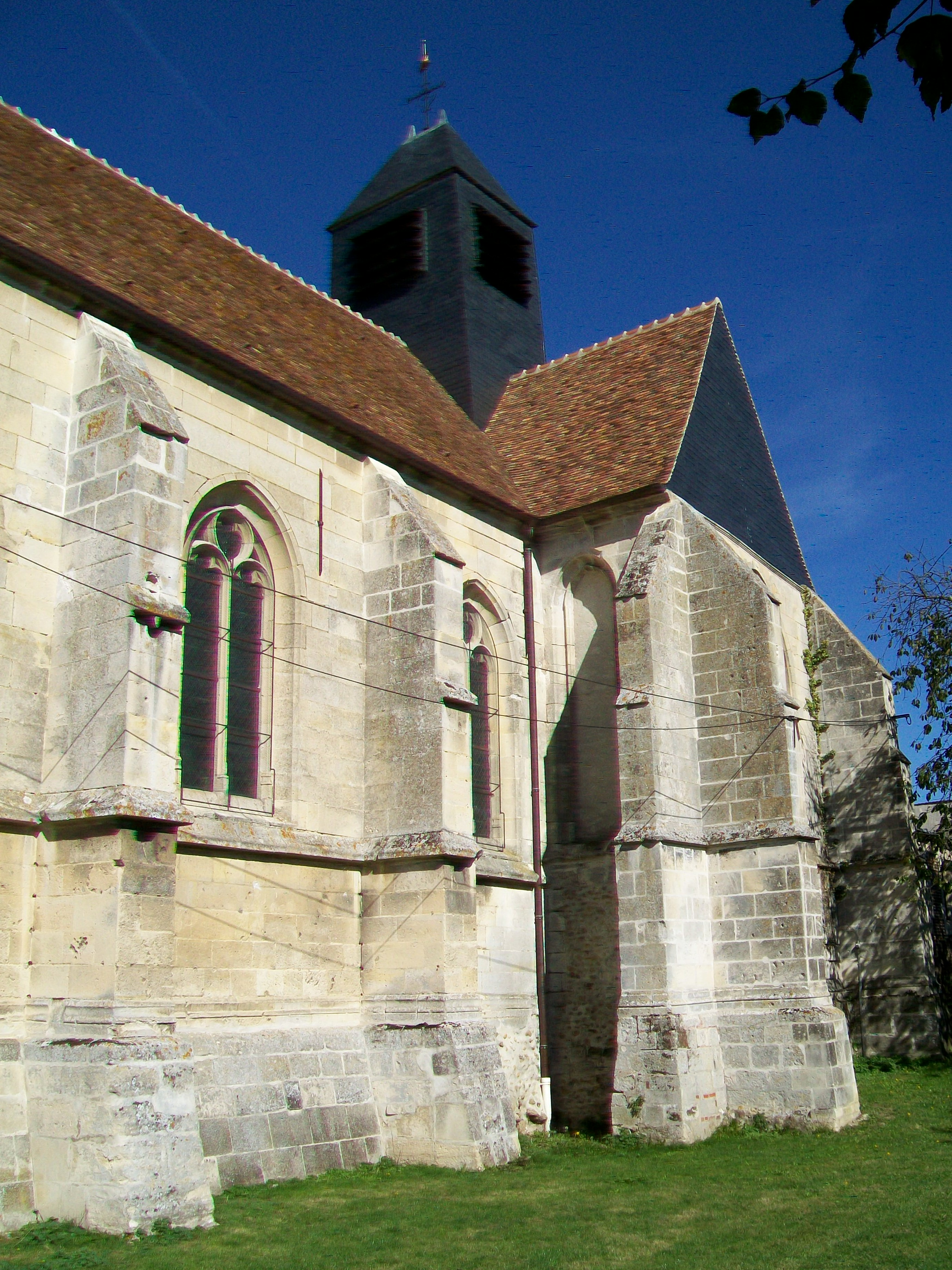
Flanc sud de la nef et croisillon sud.
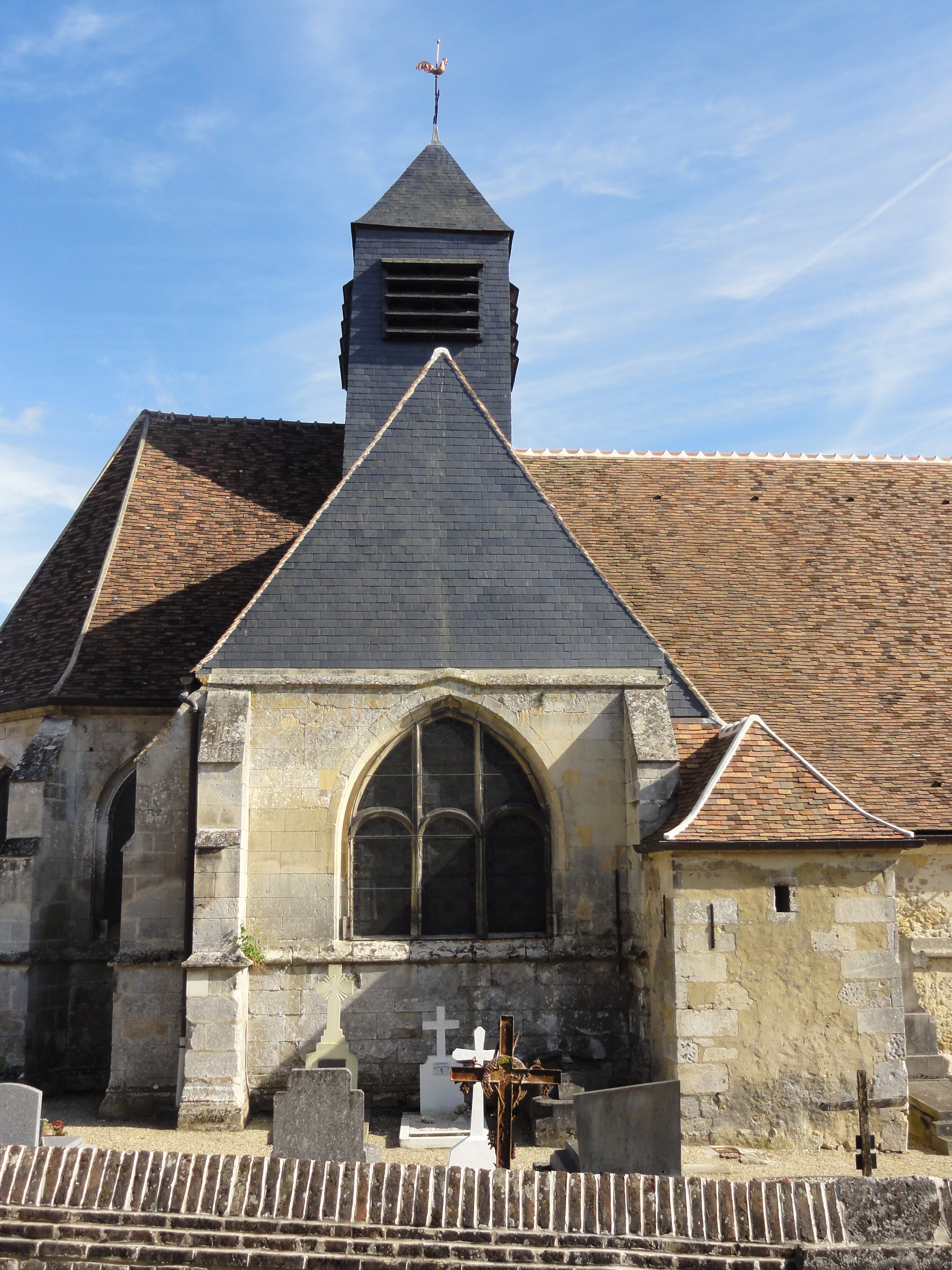
Croisillon nord et clocher.
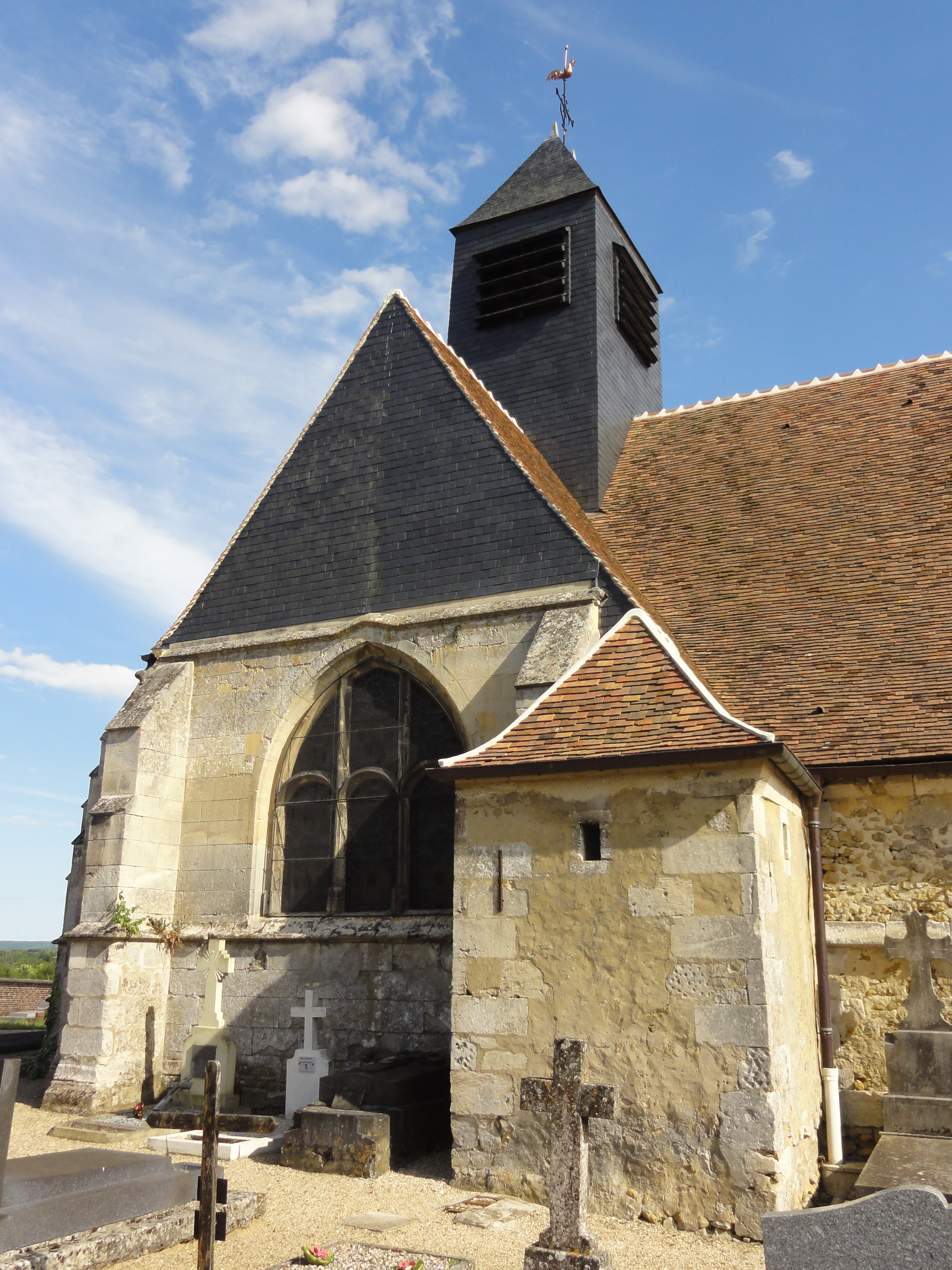
Croisillon nord et clocher.
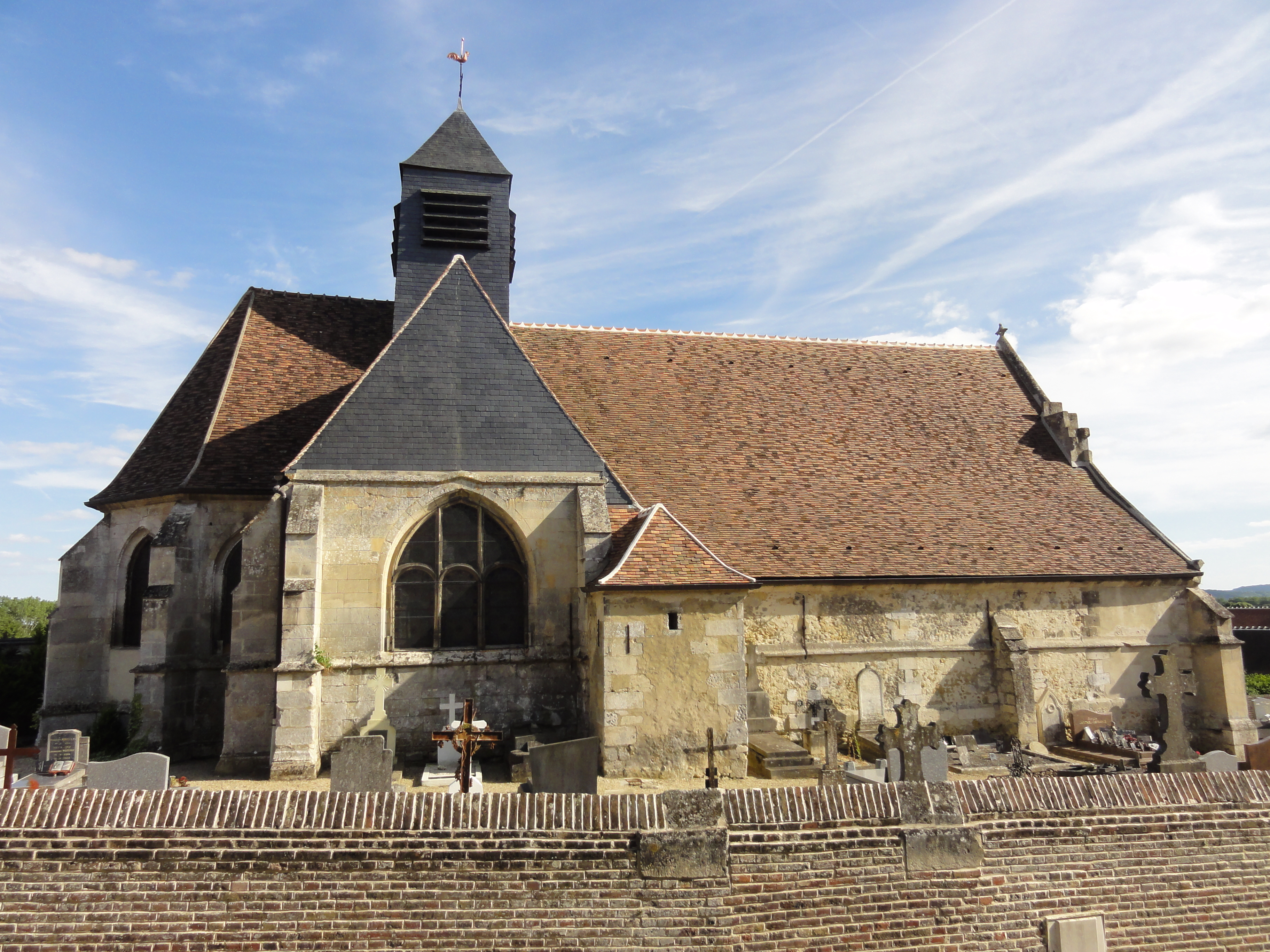
Vue depuis le nord.